# Phare
Pour les articles homonymes, voir Phare (homonymie).
Pour les articles ayant des titres homophones, voir far, FAR, Fard, Farr, fart et FHAR.
 (2022).

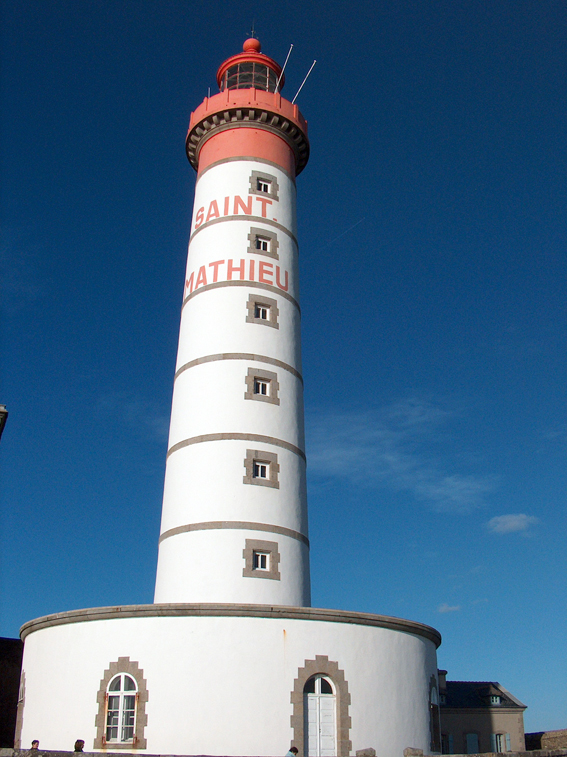
Le phare de la pointe Saint-Mathieu (Bretagne).

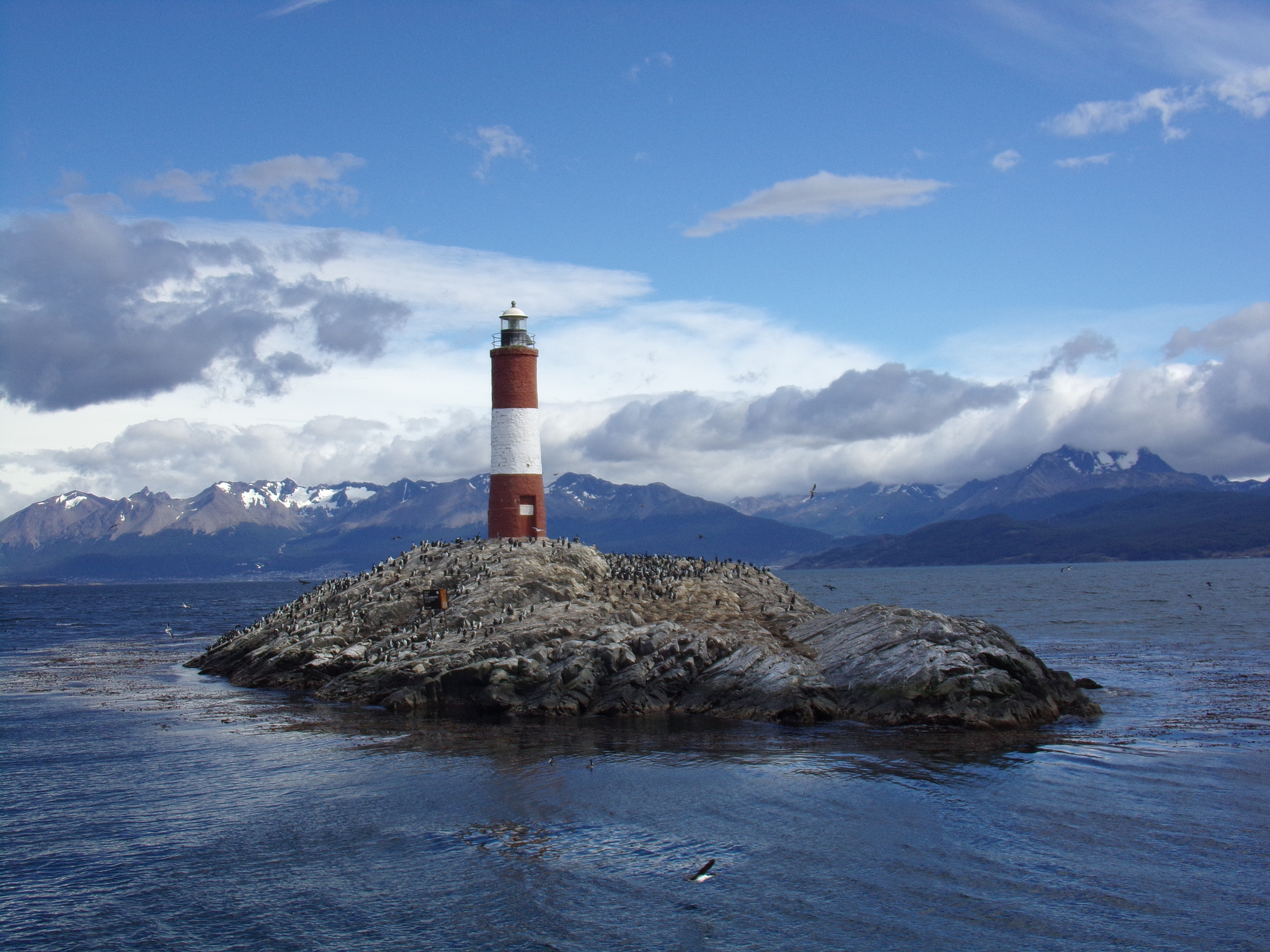
Phare du bout du monde à Ushuaia, Argentine

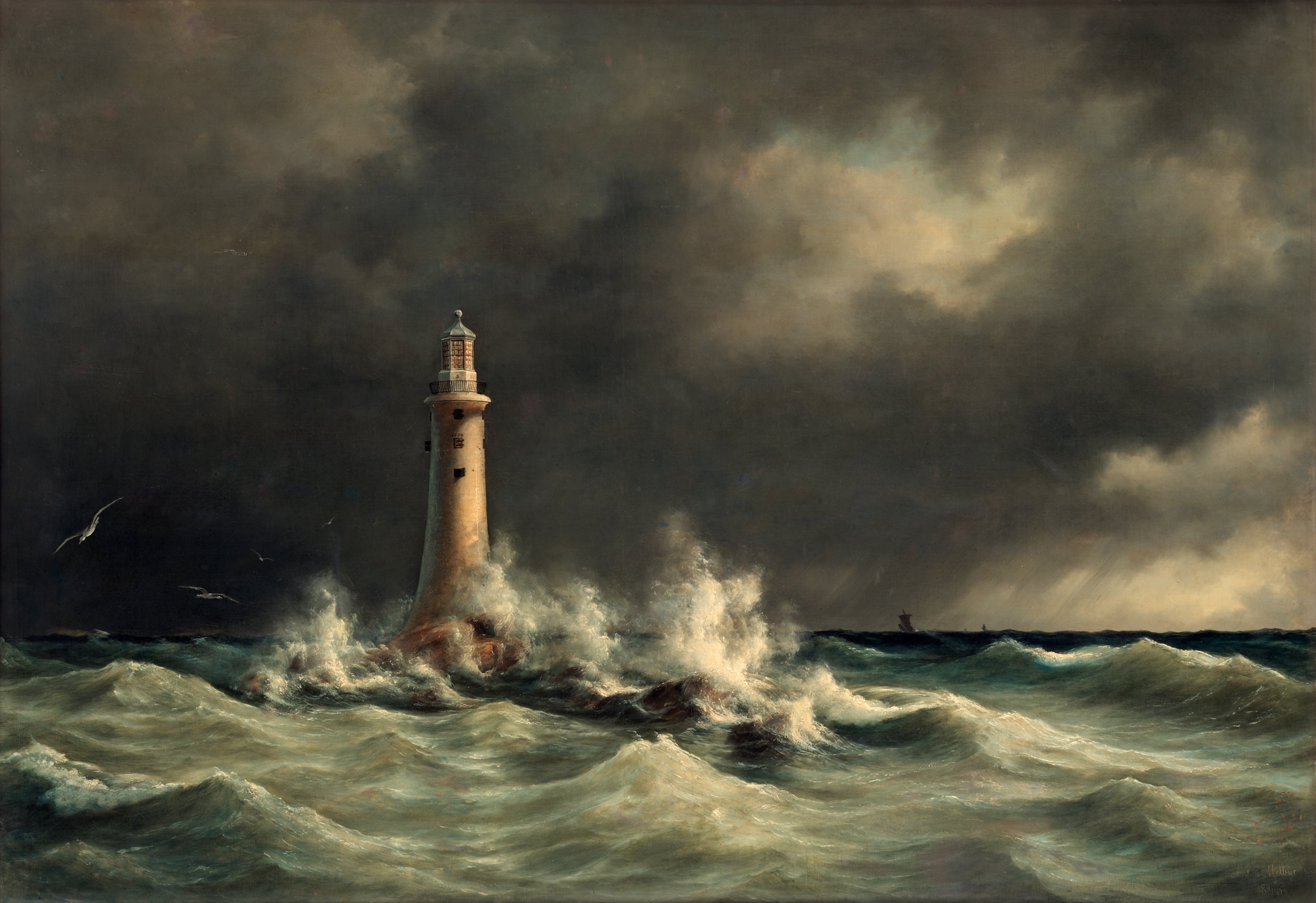
Les phares et leur fréquente situation isolée ont inspiré de nombreux auteurs. Ils sont présents dans la culture picturale et dans l'imaginaire littéraire et cinématographique.

Un phare est un système de signalisation employé, soit dans le domaine maritime (phare maritime), soit dans le domaine aéronautique (phare aéronautique).
Le système de signalisation maritime est constitué d'un puissant système d'éclairage placé généralement en haut d'une tour. Ces phares maritimes sont généralement placés près de la côte. Ils permettent aux navires de repérer la position des zones dangereuses se trouvant près des côtes, ainsi que les ports maritimes. Ils sont de moins en moins utiles étant remplacés par les moyens électroniques de géolocalisation, mais ils gardent toutefois un grand intérêt puisqu'ils ne nécessitent pas de matériel de navigation sophistiqué. Cet intérêt est également patrimonial, architectural et parfois touristique.

## Définition
Pour l'administration française, un phare est un établissement de signalisation maritime sur support fixe répondant au moins à deux critères parmi les quatre ci-dessous :
- fonction : établissement de grand atterrage ou de jalonnement (Voir Classifications des phares) ;
- hauteur : établissement d'une hauteur totale au-dessus du sol de plus de 20 mètres ;
- portée : établissement dont la portée est supérieure à 20 milles ;
- infrastructure : établissement abritant dans son enceinte un ou plusieurs bâtiments du Bureau des Phares et balises.

Par définition contraire, les feux sont les autres établissements de signalisation, c'est-à-dire ceux ne remplissant pas pleinement au moins deux des critères ci-dessus énumérés.

## Étymologie

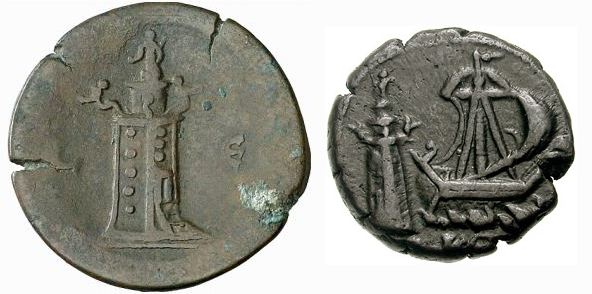
Le phare d'Alexandrie sur des monnaies du IIe siècle.

Le mot « phare » vient du mot latin pharus, lui-même dérivé du grec φάρος / pháros, du nom de l'île où se trouvait le phare d'Alexandrie. Il est donc un onomastisme nominal. Cette origine est conservée dans beaucoup de langues, comme dans l'italien faro, l'espagnol (également faro) et le portugais farol. Cependant, certaines langues comme l'anglais lighthouse l'allemand Leuchtturm, le néerlandais Vuurtoren, le danois et le norvégien fyrtårn, le russe Маяк ou le tchèque Majàk ont préféré créer un nom composé expliquant clairement la fonction du phare.
Le terme pharologie (étude scientifique des phares et signaux lumineux) a la même étymologie.

## Phares maritimes
Avec la généralisation de la navigation de nuit, les phares maritimes ont été le premier moyen pour les navires de repérer les zones dangereuses et les ports. Aujourd'hui, avec les systèmes de positionnement modernes, leur utilisation se raréfie. Ainsi, il n'y a que 1 500 phares maritimes encore en service dans le monde.

### Histoire

#### Premiers phares maritimes
Les premiers phares maritimes sont apparus dans l'Antiquité avec le développement de la marine. Il s'agit généralement de simples feux de bois placés sur des hauteurs ou des tours. Ces tours à feu sont attestés chez les Grecs et les Romains, et peut-être déjà chez les Puniques, voire les Minoens. Tout comme les amers naturels (montagnes, volcans, clochers, etc.), les phares antiques servent avant tout, la nuit, pour assurer la sécurité des voies maritimes, signaler la côte et plus généralement l'entrée d'un port.
Au Moyen Âge, la navigation se fait essentiellement le jour en se repérant grâce aux amers. Au XIIIe siècle, l'émergence de cités portuaires puissantes s'accompagne de la création de nouvelles tours à feu. Des foyers sont aménagés aux sommets d’édifices militaires (telle la tour de Constance) ou religieux, et sont entretenus avec du bois, du charbon, de la tourbe ou de l'huile. Les seigneurs accordent aux militaires ou religieux qui placent un fanal au sommet d'une tour des droits en compensation de l'entretien de ce feu, notamment le droit de bris.

#### Huile
Six phares jalonnent la côte française à la fin du XVIIe siècle, 15 en 1770, année où l'allumage se fait encore par un feu de bois sur la plateforme. C'est coûteux et incommode (on utilise jusqu'à 700 kilogrammes de bois par nuit sur le phare de Chassiron à Oléron), on ne l'allume donc pas toutes les nuits. Le plus souvent, ils ne sont allumés qu'à l'approche d'un navire. Cette année-là, la Compagnie Tourville-Sangrain, qui vient d'obtenir la concession des phares, installe la première lampe à huile munie d'un réflecteur sur le phare de Sète. Ce procédé, moins onéreux, se répand rapidement (phare de Saint-Mathieu…). On compte 15 phares l'utilisant en 1775. Les phares sont munis d'un réflecteur en cuivre argenté. La portée du phare de Planier (Marseille) atteint 28 kilomètres par beau temps.
Les lampes à huile étant peu puissantes, on multiplie les mèches, mais le résultat est décevant (en 1782, le phare de Cordouan est muni de 84 mèches). Joseph Teulère apporte les améliorations proposées par Borda, les mèches deviennent circulaires et creuses, une invention du Genevois Ami Argand (1784). Un mécanisme d'horlogerie entraînant le système optique pour réaliser un phare à éclat est utilisé pour la première fois au phare de Dieppe en 1787.
En 1791, le phare de Cordouan est équipé de 12 miroirs paraboliques de 81 centimètres construit par Étienne Le Noir sur les indications de Borda d'après le mémoire de Joseph Teulère de 1783. C'est le plus puissant du monde.
En 1792, les phares et balises sont nationalisés[Où ?] mais restent affermés à la Compagnie Tourville-Sangrain. En 1811, les phares passent du Ministère de la marine au Ministère de l'intérieur. À la suite des nombreux problèmes rencontrés, une Commission permanente est créée pour analyser la question. En 1813, c'est l'arrivée de François Arago qui succède à Malus, décédé. Fort occupé et devant les nombreuses plaintes, il s'adjoint un collaborateur : Augustin Fresnel. À eux deux, ils amélioreront la puissance des lampes à huile en munissant les becs de mèches concentriques alimentées par de l'huile sous pression (suivant les traces de Benjamin Rumford, Bertrand Guillaume Carcel et Wagner). Les plus puissantes consommeront jusqu'à 750 grammes d'huile à l'heure.

#### Lentilles de Fresnel

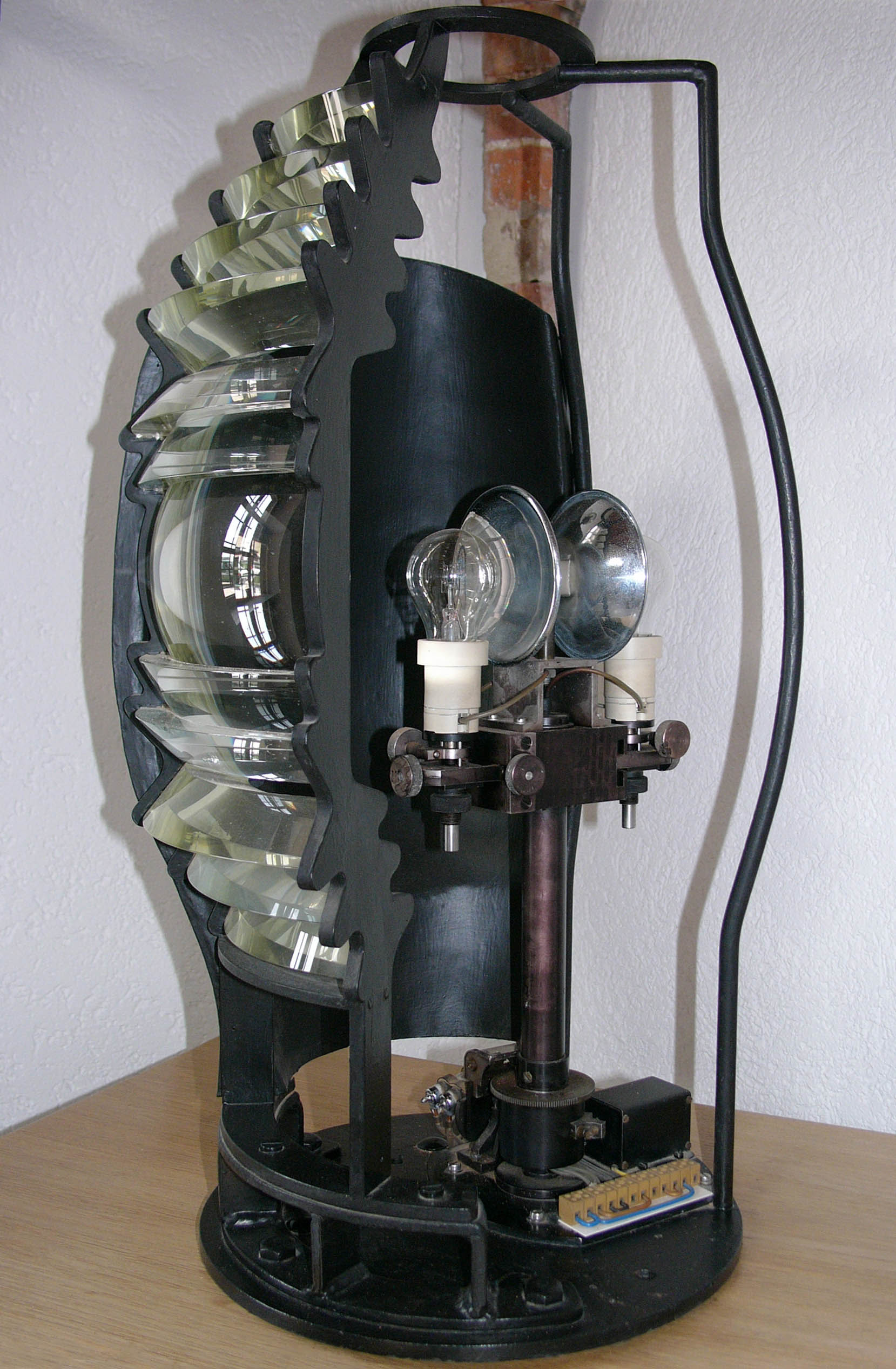
Vue éclatée d'une optique avec lentilles de Fresnel

Fresnel pense que des lentilles sont plus adaptées que des miroirs pour concentrer la lumière. Cependant, des lentilles simples de grands diamètres et de courtes distances focales auraient un poids excessif, seraient peu lumineuses et poseraient des problèmes de dispersion des couleurs. D'où l'idée de lentilles à échelons. L'idée n'est pas neuve, Buffon y avait déjà pensé pour concentrer les rayons du Soleil, mais c'est Fresnel, aidé de l'opticien Jean-Baptiste Soleil qui s'attache à leur construction pratique. La lumière émise par la lampe à l'horizontale est concentrée et la lumière émise en haut et en bas est rabattue vers l'horizon par des miroirs. Testé à Paris en août 1822 (monté sur l'Arc de triomphe de l'Étoile, alors en construction, on peut observer la lumière à 32 kilomètres de là, à Notre-Dame de Montmélian dans la commune de Saint-Witz). Le système est installé le 20 juillet 1823 au phare de Cordouan. Les marins sont enthousiastes et, fort de ce succès, un programme général d'éclairage des côtes françaises est lancé. Ainsi, 28 phares de premier ordre (60 km de portée, tel les Héaux de Bréhat, premier grand phare réalisé sur des écueils), 5 de second ordre (40 km) et 18 du troisième ordre (28 km), plus quelques autres sont construits. En 1843, les miroirs destinés à rabattre la lumière (difficiles à fabriquer et qui s'encrassent facilement) sont remplacés par des prismes annulaires. En 1850, il y a 58 phares sur les côtes françaises : les tours sont de forme circulaire, réduisant la prise au vent pour les plus hautes, ou de forme carrée pour les phares peu élevés. Le nombre de naufrages décroit fortement (en France, il passe de 161 par an à 39 entre 1816 et 1831). À la même époque, on compte 126 phares au Royaume-Uni et 138 aux États-Unis. La plupart sont équipés de lentilles de Fresnel .

#### Gaz d'éclairage

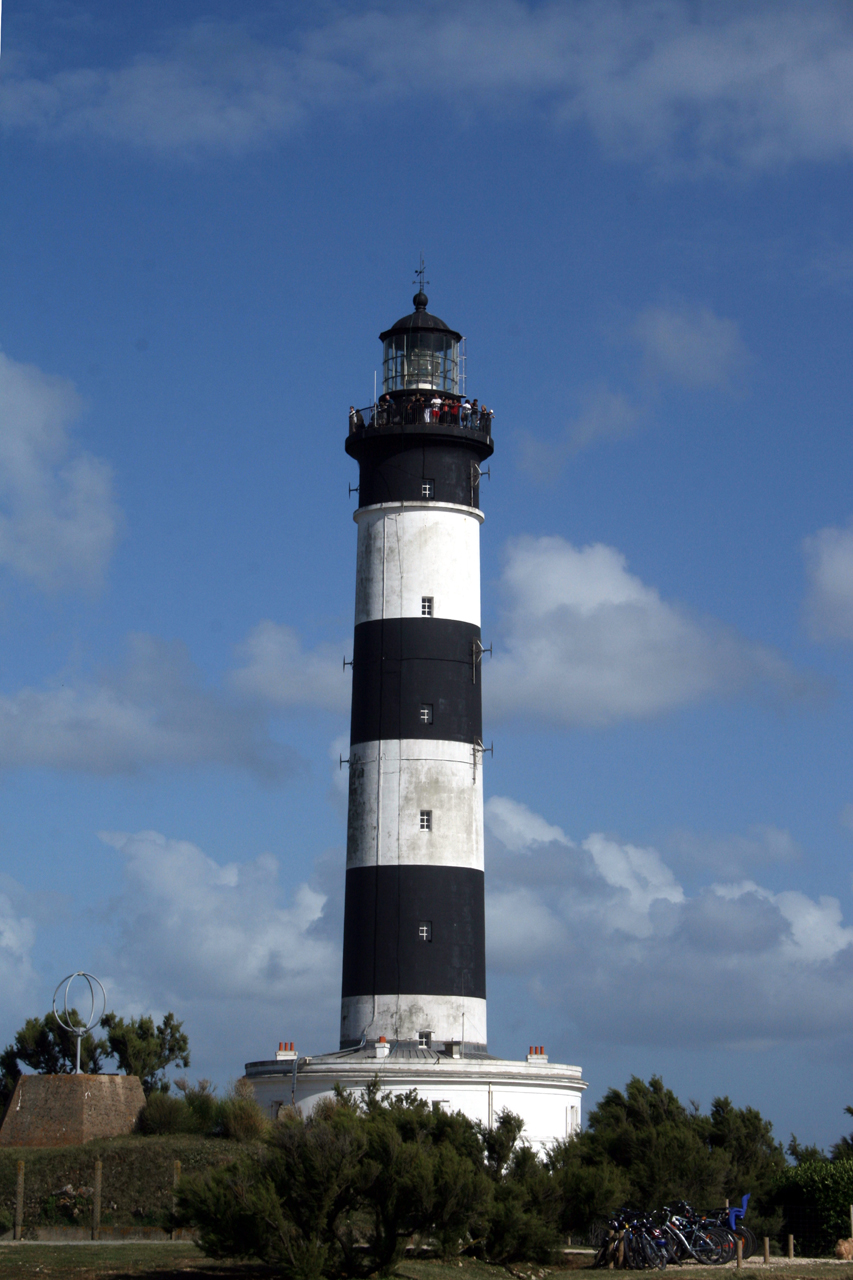
Le Phare de Chassiron dans lequel sera essayé le gaz Pintsch entre 1895 et 1902.

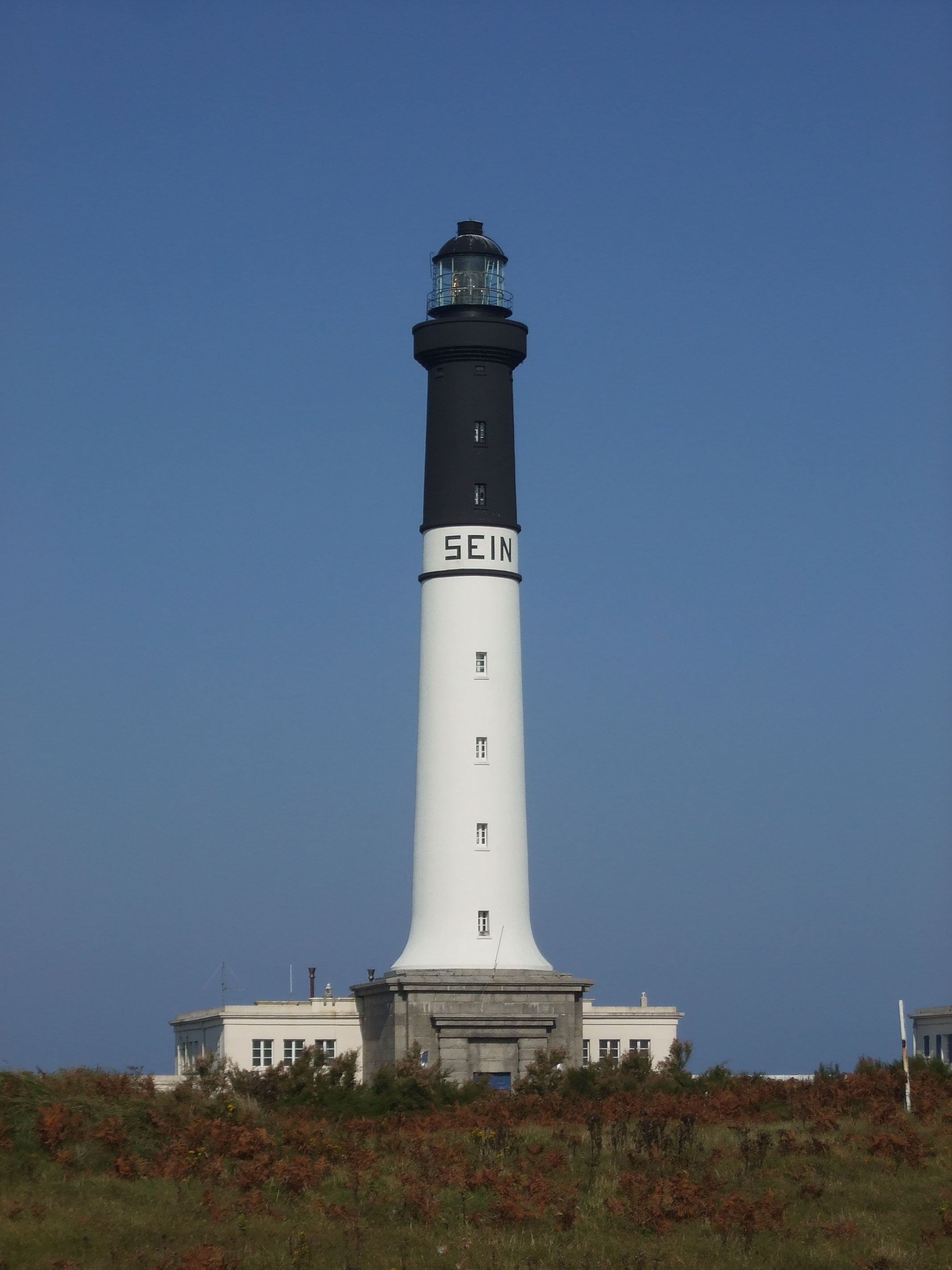
Le Grand phare de l'île de Sein. Équipé en gaz Pintsch en 1896.

##### Gaz d'huile végétale et animale
Entre 1824 et 1826, Fresnel réalisa des expériences sur des gaz d'huile produits par distillation d'huile de baleine, d'huile de colza et d'huile factice, en vue de les appliquer à l'illumination des phares. Cependant rien n'indique qu'ils seront mis en œuvre avant ou après sa mort en 1827.

##### Gaz d'huile minérale
On utilisa dans les phares un gaz obtenu à partir de la distillation de goudron ou de résidus de pétrole qu'on appela gaz d'huile mais aussi gaz Pintsch. Le gaz Blau, mis en œuvre vers 1890 est une amélioration du gaz Pintsch.
Le gaz Pintsch, diffusé vers 1880 en France par la Société internationale d’Éclairage par le Gaz d'Huile (SIEGH) permettra la mise en place du premier réseau de balisage flottant. Différentes usines à gaz seront installées sur le littoral, à Honfleur, Dunkerque, Royan, Saint-Nazaire, Granville et Brest. Les phares suivants en seront équipés :
- Phare de Chassiron sera essayé, au travers de l'incandescence dans un manchon à incandescence, de 1895 à 1902 ;
- Phare d'Ailly ;
- Grand phare de l'île de Sein : construction de l'usine de fabrication en 1896 ;
- Phare d'Ar-Men : équipé au gaz d'huile en 1897, le gaz est fabriqué à l’île de Sein ;
- Tourelle de la Plate : équipé au gaz d'huile en 1911.

Seront également mis en œuvre les gaz suivants :
- à partir de 1895, le pétrole vaporisé n'est toutefois pas un gaz mais une vaporisation ;
- à partir de 1900, l'acétylène est utilisé en France jusqu'aux alentours de 1940. Ce gaz était alors assez dangereux et son stockage demandait l'utilisation de citernes garnies d'un ciment poreux. L'incandescence à l'acétylène sera essayée au phare de Chassiron à titre expérimental de 1902 à 1905. Il sera très utilisé à l'étranger ;
- en 1923, le gaz BBT (du fabricant français de phares Barbier Bénard Turenne[7]) représente une forte amélioration des qualités de compression et de sécurité. Il sera produit entre les deux guerres mondiales. Des usines de fabrication seront installées à Sfax en Tunisie et à Marseille.
- Après 1935, le butane et le propane : le développement des exploitations pétrolières, dans les années 1930, permettait la fabrication standardisée du propane puis du butane. Les premiers essais en mer seront réalisés au banc du Turc (Phare de la Banche), en face de Lorient en 1932. Il faudra toutefois attendre la fin de la Seconde Guerre mondiale pour qu'une utilisation régulière soit faite par le Service des phares et balises. Les deux gaz seront utilisés jusque dans les années 1980. Les citernes de gaz étaient directement livrées dans les services qui les ventilaient en fonction de leurs besoins.

L'électricité (Des lampes à arc et ensuite des lampes à incandescence) remplacera le gaz d'éclairage dans les phares à partir de 1863 mais surtout à partir de 1920

#### Pétrole
L'arrivée du pétrole, dont la première qualité est une très grande fluidité, donne aux phares maritimes une puissance encore inconnue, d'abord avec des brûleurs à mèches concentriques à la fin des années 1850, puis avec des systèmes à pression munis du bec Auer et du manchon à incandescence.

#### Manchon à incandescence
Les brûleurs étaient au départ à flamme nue (1885) puis se transformèrent par l'arrivée du manchon à incandescence de Carl Auer von Welsbach (vers 1895) qui équipera tous les systèmes éclairants. Les brûleurs, que l'on croise encore, correspondent à des fabrications développées vers 1900.
La nature ponctuelle, très puissante et très blanche de la lumière à incandescence s'allie au mieux aux procédés de concentration de la lumière de la lentille de Fresnel. Cette évolution est exactement parallèle à celle des lampes à pétrole et des lampes à pression d'usage domestique. L'éclairage à pétrole se maintient jusqu'à la période récente de l'électrification.`

#### Électrification

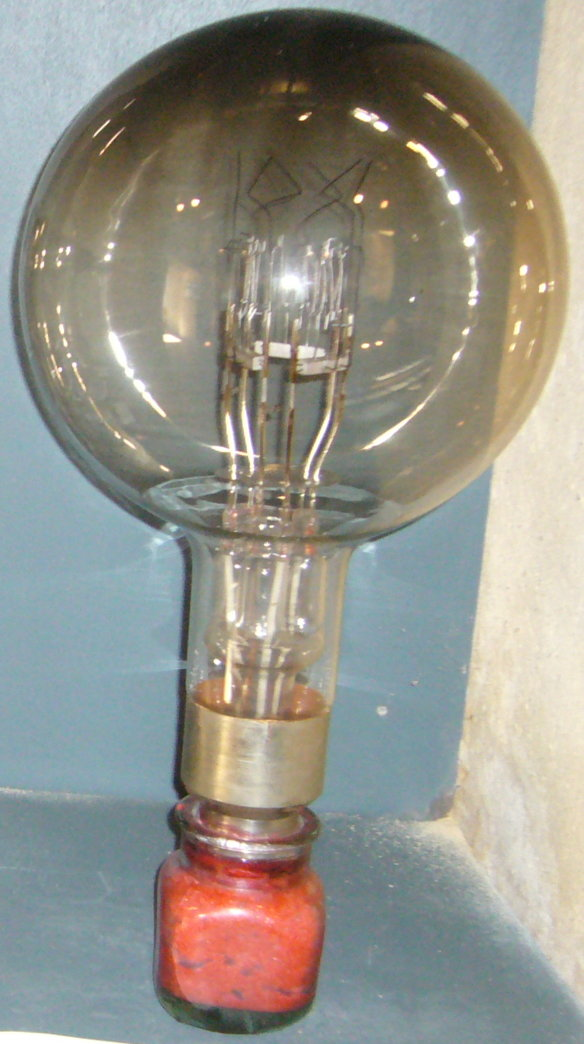
Ampoule (époque récente) usagée utilisée sur le Phare d'Eckmühl.

L'électrification des phares commence en Angleterre : en décembre 1858, le phare de South Foreland est électrifié à titre expérimental. L'essai étant concluant, le phare de Dungeness est le premier à être définitivement électrifié, en juin 1862. L'ingénieur français Léonce Reynaud, qui a visité le phare de South Foreland, travaille pour appliquer cette nouvelle technologie aux édifices des phares et balises. Ainsi, les phares sud, puis nord de la Hève sont électrifiés, le 26 décembre 1863 et le 1er septembre 1865.
Malgré les avantages de l'électricité en matière de performances, l'électrification ne se fait pas massivement, surtout pour des raisons de coût : les phares électriques nécessitent alors d'importantes installations. Chaque phare doit en effet produire sa propre électricité, avec des moteurs à vapeur entraînant des alternateurs, ce qui requiert donc des réserves de carburant, d'eau, des installations de contrôle, etc. ; de plus, les faibles performances de ces premières machineries et le manque de spécialistes handicapaient ce nouveau concept d'éclairage. En Angleterre, seuls six phares sont électrifiés dans les années 1860-1890, et trois phares, dont les deux pionniers, reviennent à des modes d'éclairage classiques. La France choisit d'électrifier plusieurs phares, comme le phare du cap Gris-Nez, le phare du Touquet, le phare des Baleines, le phare de La Palmyre, le phare de Planier ; ce choix lui permet de prendre une avance technique et industrielle, et lui vaut de vendre des machineries de phares dans toute l'Europe, et parfois au-delà,.
En France, le 27 janvier 1880, le directeur des phares et balises Émile Allard, propose dans un rapport qu'une ceinture de feux électriques soit créée sur les côtes françaises. Ce sera l'ingénieur Léon Bourdelles qui aura la tâche de moderniser les phares français, en les électrifiant, en y adjoignant une optique compatible et souvent en les rehaussant de manière à profiter pleinement de leur nouvelle puissance. Le coût d'électrification d'un phare était alors de 125 000 francs de l'époque, le budget total alloué par l'État fut d'environ 6 millions. En cours de projet, des études permettent de constater que les routes de navigation ont changé, faisant perdre de leur importance à une partie des anciens phares. La modification de ceux-ci sera abandonnée, et les crédits concentrés sur les phares d'atterrissage principaux, réduisant de quarante-deux à treize les sites à moderniser. Dans le même temps, l'arrivée du gaz de pétrole, les améliorations de l'ancien système d'éclairage et son faible coût comparé à sa modernisation concurrencent sérieusement l'électrification.
Ainsi seuls une vingtaine de phares sont électriques dans le monde en 1885, dont huit en France, quatre en Grande-Bretagne, trois en Russie, les rares autres à Suez, en Australie, au Brésil, en Italie et au Portugal. En 1895, ils sont une trentaine, dont douze en France (et douze autres, vendus par la France dans le monde). Les différents pays du globe ne se pressent pas. Les États-Unis et la Norvège allument leur premier phare électrique en 1898. L'Allemagne, les Pays-Bas et la France ne modifieront en masse leurs phares qu'à la fin des années 1920.
L'amélioration en fiabilité et en puissance des moyens de production d'électricité, le raccordement de certains phares aux réseaux nationaux, ainsi que le remplacement des lampes à arc par des lampes à incandescence au début du XXe siècle, permet à l'électricité de prendre le monopole.

#### Automatisation

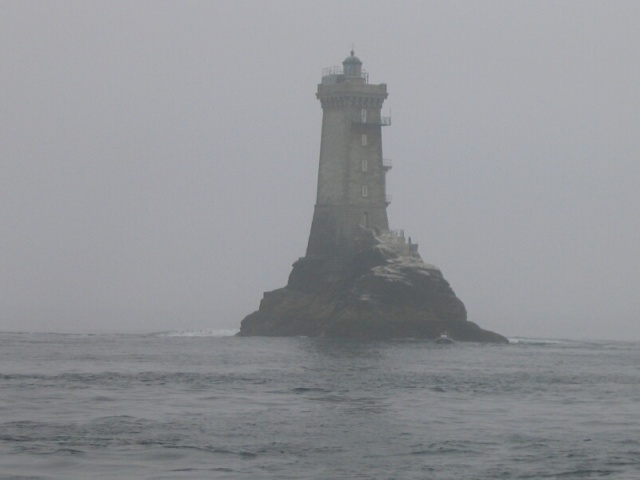
Le phare de la Vieille se dégrade depuis qu'il est inhabité

Le problème des phares en mer, difficiles d'accès, pousse les services des phares à chercher un système automatique. Les systèmes d'éclairages au gaz de houille semblent un temps permettre le fonctionnement d'un feu en continu ; en France, en 1881, des tourelles en sont équipés à Boulogne et à Marseille, mais cette méthode est finalement abandonnée pour des raisons de coût. En Grande-Bretagne, Suède et Finlande, ce sont les phares au gaz de pétrole qui permettent de se passer de gardiens. D'autres gaz, comme l’acétylène, sont essayés, et des mécanismes sont conçus et testés. En France, en 1893, le feu de la tourelle des Morées (dans l'estuaire de la Loire) fonctionne jour et nuit pendant plus de 150 jours, sans intervention humaine.
Les difficultés sont pourtant nombreuses ; les brûleurs doivent être entretenus régulièrement pour conserver une bonne intensité, les mécanismes de rotation des optiques sont fragiles face aux conditions climatiques en bord de mer : certains feux s'éteignent et doivent être réparés.
Les premiers feux brûlaient jour et nuit. Il n'y avait aucun moyen de limiter le temps de leur allumage. Gustaf Dalén (Prix Nobel de physique 1912), fondateur de la société AGA, fut le premier à proposer un interrupteur à vanne solaire, qui contrôle le flux de gaz acétylène selon la luminosité du ciel et qui permettait donc la coupure du gaz pendant la journée. Cette technique permettait d'économiser jusqu'à 90 % de gaz. Gustaf Dalén inventera aussi des éclipseurs qui programmaient les éclats des feux au gaz acétylène et des économiseurs (entre 1905 et 1915).
En France, les mécanismes semblent plus tardifs, probablement du fait de gros investissements récents dans d'autres technologies. Vers 1950, l'horloger Augustin Henry-Lepaute proposera des éclipseurs mécaniques à mouvement d'horlogerie utilisables pour les feux au gaz propane et butane. Une autre génération de programmateur est le "DECOGAR" fabriqué par le Service des phares et balises, vers 1970, qui introduit l'électronique dans les appareillages.
Une deuxième phase de l'automatisation se fera dans le dernier tiers du XXe siècle, avec l'arrivée de phares contrôlables depuis la terre. L'électricité des phares est alors fourni par panneaux solaires, ou par des éoliennes, évitant les problèmes de ravitaillement.
Pour autant, beaucoup de phares restèrent encore habités jusqu'aux années 1990. En 2011, les phares habités sont rares ; les États-Unis et la Grande-Bretagne ont automatisé l'ensemble de leur parc, le dernier phare américain habité ayant été le Charleston Light en 1998. En France, le dernier phare en mer habité est celui de Cordouan, quelques autres phares sur terre et facilement accessibles ne sont pas totalement robotisés. L'automatisation, si elle a permis de ne plus envoyer des hommes dans des endroits solitaires et dangereux, laisse cependant sans surveillance constante des édifices historiques comme Ar-Men, La Vieille ou Kéréon. Depuis plus de dix ans, la Société nationale pour le patrimoine des phares et balises n'a cessé d'alerter les pouvoirs publics sur l'état de dégradation de ce patrimoine.

#### Phares nucléaires
L'Union soviétique a également construit un certain nombre de phares utilisant l'énergie d'un générateur thermoélectrique à radioisotope. À la suite de la chute de l'Union soviétique, des phares de ce type sont restés sans surveillance ni entretien, posant des problèmes environnementaux. Outre leur vieillissement, ces phares ont aussi été la cible de voleurs de métaux, dont certains sont morts à la suite d'une contamination radioactive. Ces phares posent également des problèmes de sécurité, l'élément radioactif pouvant être volé pour faire une bombe radiologique.
Certains de ces phares ont finalement été modifiés pour fonctionner à l'énergie solaire,.

#### Autres évolutions

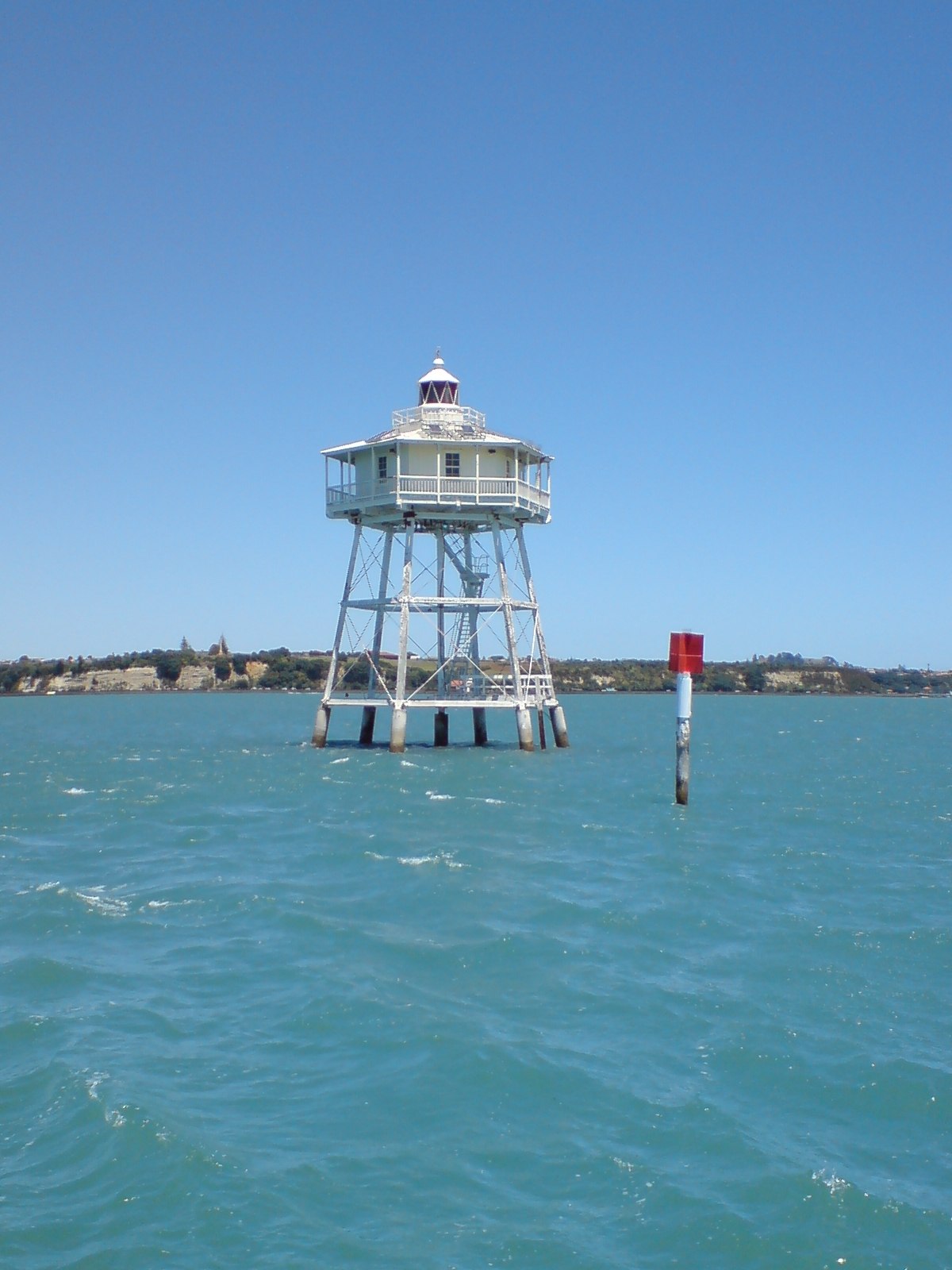
Le phare de Waitemata, golfe de Hauraki, en Nouvelle-Zélande.

Certains phares sont entretenus uniquement parce qu'ils servent d'attraction touristique, mais on continue encore à en construire dans des zones dangereuses.
Dans les phares modernes, inhabités, le système de lentilles en rotation est souvent remplacé par des flashs omnidirectionnels, courts et intenses (dans ce cas on concentre la lumière dans le temps plutôt que dans l'espace). Ces signaux lumineux sont similaires à ceux utilisés pour la signalisation aérienne. Leur alimentation électrique est le plus souvent assurée par l'énergie solaire.

### Constitution

#### Tour
La tour sert de support au système d'optique. Sa hauteur détermine sa portée géographique, qui correspond à la distance maximale d'où l'on peut voir le phare.
La forme de la tour est généralement cylindrique, ce qui lui permet de mieux résister aux rafales de vent, et aux lames pour les phares en mer, qui peuvent être très puissantes. Des formes carrées, hexagonales ou octogonales sont aussi courantes. La plupart ont une base légèrement plus grande que leur sommet, pour des raisons de stabilité. Enfin, de rares phares sont construits sur piliers, comme celui situé dans le golfe de Hauraki, en Nouvelle-Zélande.
Différents matériaux ont été utilisés, comme le bois, la brique, la pierre de taille, le béton, le métal.

#### Système optique

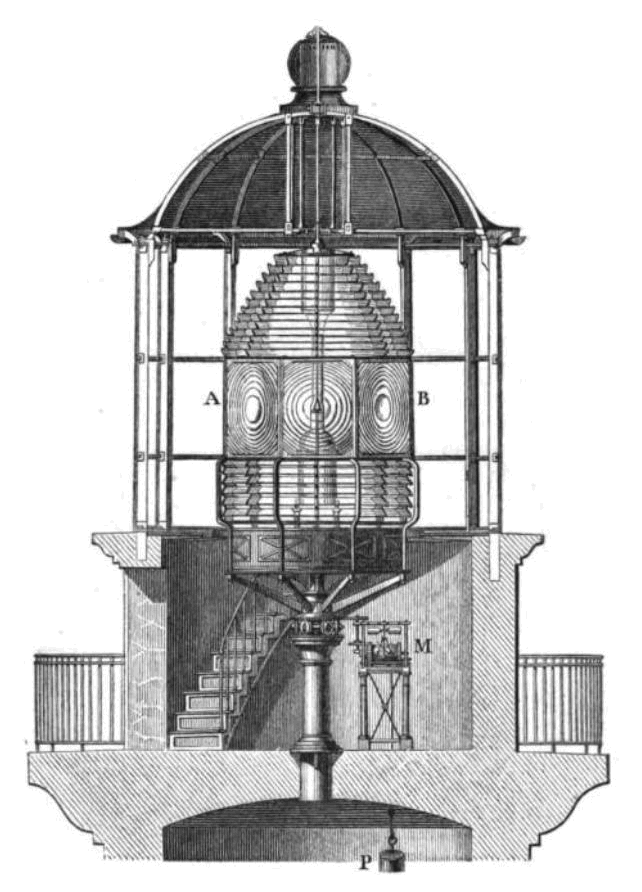
Lanterne de phare, contenant un système optique à lentilles de Fresnel, tournant grâce à un contre-poids.

Le système d'optique se trouve au sommet de la tour. Il est constitué de la source lumineuse, d'un système de lentilles, le tout est ensuite placé dans une lanterne.
Pour utiliser au mieux l'énergie lumineuse disponible, elle est concentrée. Le faisceau est aplati sur l'axe vertical pour ne pas s'éparpiller inutilement. Dans le sens horizontal, un ou plusieurs rayons sont créés simultanément et balayent l'horizon afin d'être vus dans toutes les directions.
Traditionnellement, on concentre la lumière par un système de lentilles en rotation. Dans les très anciens phares, l'éclairage était assuré par une lampe à pétrole ou à huile (huile de colza, puis huile minérale avec les mèches mises au point par Fresnel) et la rotation par un mécanisme d'horlogerie. Le bâti sur lequel reposait l'optique pouvait reposer sur du mercure afin de réduire la friction. On utilise ensuite l'éclairage au gaz sous pression avec manchon Auer, et enfin l'électricité avec des lampes à arc, puis à incandescence. Les ampoules sont alimentées par un groupe électrogène qui fournit également l'électricité au gardien du phare. Pour les phares en mer, la production d'électricité est assurée par des moteurs thermiques, des panneaux solaires ou des aérogénérateurs, doublés d'un ensemble de batteries d'accumulateurs.
Il n'est pas évident de concentrer efficacement un flux lumineux à partir d'une source omnidirectionnelle. Pour éviter d'utiliser des lentilles d'une épaisseur trop importante, on a développé le système des lentilles de Fresnel spécifiquement pour cet emploi. Leur conception permet d'obtenir un grand diamètre et une distance focale suffisamment courte, sans le poids et le volume inhérent à des lentilles classiques. Certains phares, comme ceux de Cape Race à Terre-Neuve et le phare de Makapu'u d'Hawaï utilisent des lentilles hyperradiantes fabriquées par la société Chance Bros.
Initialement la rotation des lentilles de Fresnel était assurée par un mouvement d'horlogerie à contrepoids, le bloc optique pouvant tourner régulièrement et sans aucun frottement autour de la source de lumière. Ce système équipait la salle du contrepoids aménagée à un étage de la tour, au centre de l'escalier en colimaçon. Le bloc en fonte descendait régulièrement en plusieurs heures le long d'un câble en acier et devait être remonté plusieurs fois chaque nuit. Deux gardiens assuraient cette veille, se relayant la nuit, d'où la présence d'une chambre de quart près de la salle de veille : pendant qu'un gardien dormait, l'autre donnait des tours de manivelle pour remonter le poids en quelques minutes. Ce système de contrepoids est remplacé au milieu du XXe siècle par un moteur et une cuve à mercure.
Pour ne pas être confondus avec d'autres sources lumineuses, les phares à éclats émettent une lumière intermittente.

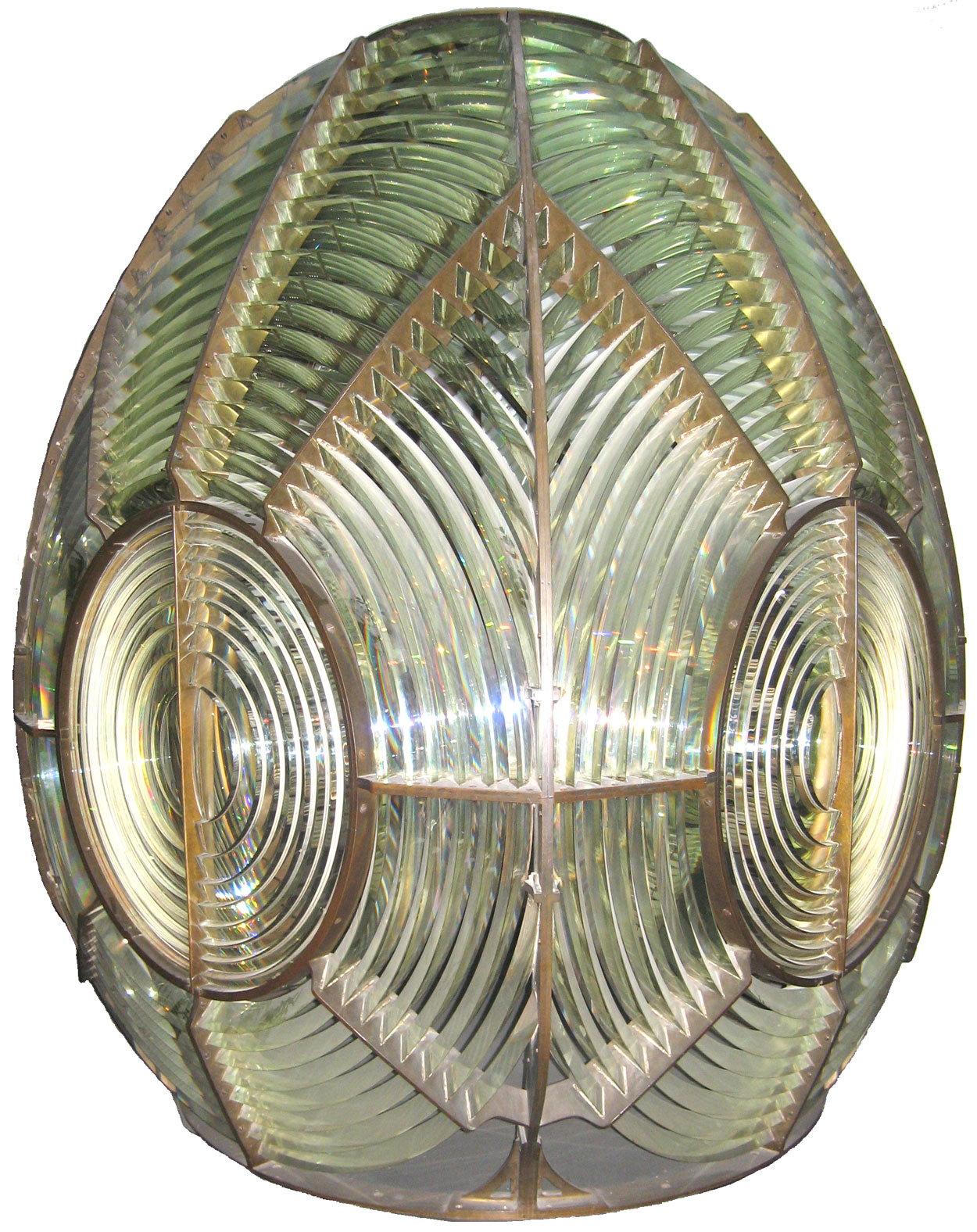
Lentille de Fresnel.
Représentation du trajet des rayons lumineux dans une lentille de Fresnel.

### Classifications des phares

#### Selon leur utilité pour la navigation

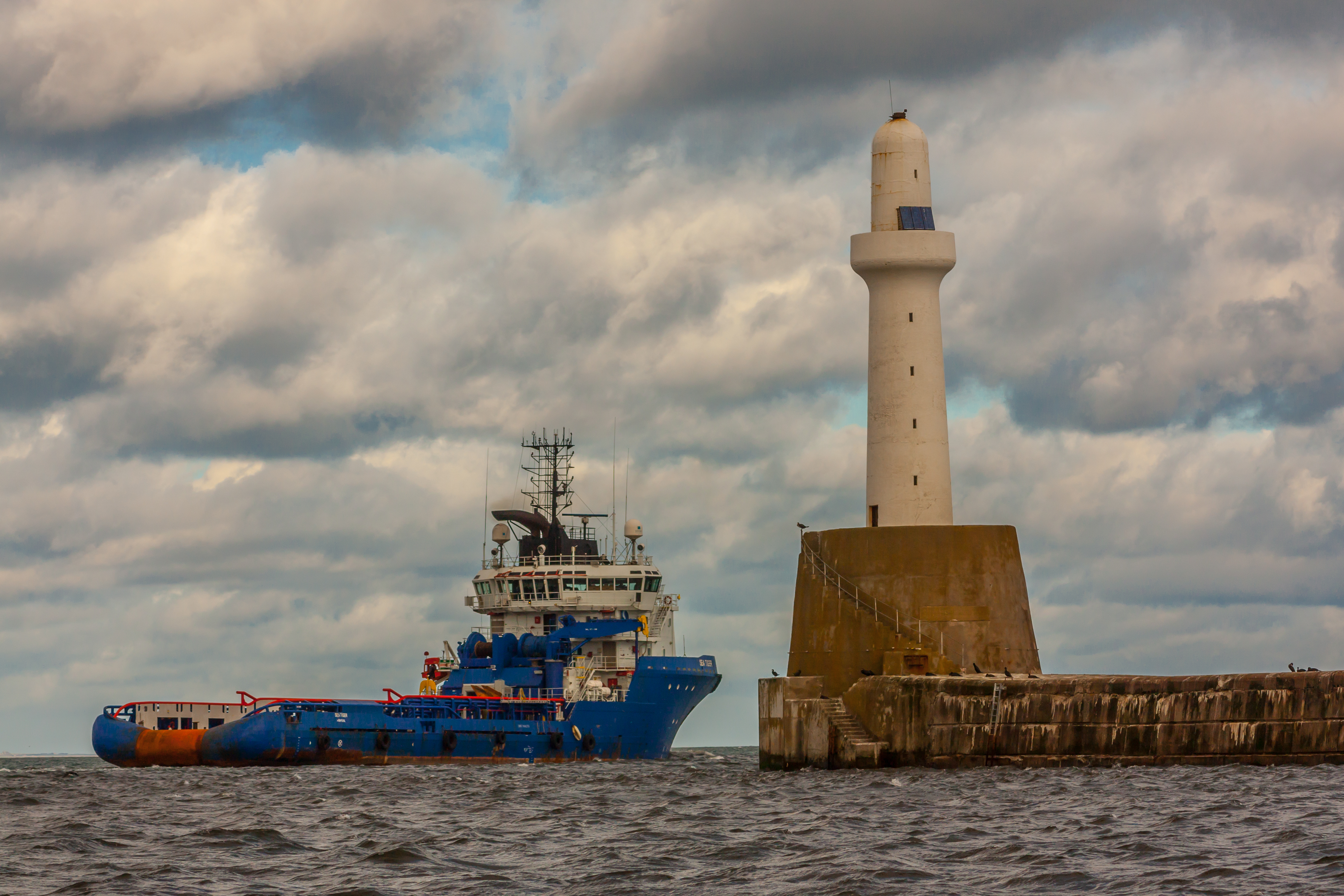
Un feu d'entrée de port, le phare d'Aberdeen (Écosse).

- Les phares de « grand atterrissage » marquent les tournants des routes de navigation (exemples : Créac'h, à Ouessant et Bishop Rock, à l'entrée de la Manche ; Gris-Nez dans le pas de Calais et Kélibia, en Tunisie) ;
- Les phares et feux d'« atterrissage secondaire » ou de « jalonnement » des côtes qui précisent le tracé d'une route très fréquentée ;
- Les phares et feux d'« entrée de port » balisent les estuaires et les ports[23].

#### Selon leur portée
Ce classement est fait sur la base de la portée lumineuse (la plus grande distance — en km ou mille marin (NM) — à laquelle un feu peut être vu en fonction seulement de son intensité lumineuse et de la visibilité météorologique). Les cartes récentes et le livre des Feux et signaux de brume donnent la portée nominale (portée lumineuse d'un feu dans une atmosphère homogène par une visibilité météorologique de 10 milles marins). La portée de lumière dépend également d'autres éléments, d'où la notion de portée géographique (plus grande distance à laquelle un feu peut être vu en fonction de la courbure de la notion de terre et des hauteurs de la source lumineuse et de l'observateur).
- Les phares de « premier ordre » (60 km de portée ou 32,4 NM) sont ceux de pleine mer ou d’atterrissage (feux d'approche d'une côte) ;
- Les phares de « second ordre » (40 km ou 21,6 NM) indiquent les chenaux d’accès à la côte ;
- Les phares de « troisième ordre » (28 km ou 15,1 NM) signalent l’entrée des ports.

#### Selon leur éclairage
- Les phares dits « feux à secteurs » présentant différentes couleurs sur tout l'horizon (généralement blanc pour une navigation saine, et rouge ou vert selon qu'on se trouve d'un côté ou de l'autre du secteur blanc, mais ce n'est pas une norme) se distinguent des phares qui présentent une seule couleur.
- Les phares dits « feux de direction » éclairant un secteur étroit (exemple : le phare de Trézien, au nord-ouest de Brest), avec le cas particulier des phares dits « feux d'alignement » qui, ensemble, indiquent en outre un axe (exemple : l'alignement de feux permettant l'accès au port du Havre), se distinguent des phares qui éclairent sur une grande partie de l'horizon[23].

#### Selon l'intérêt pour les gardiens de phare
En fonction de la dureté des conditions de vie à l'intérieur, les gardiens de phare français désignaient les phares selon trois appellations :
- les paradis, phares situés à terre ;
- les purgatoires, phares situés sur des îles ;
- les enfers, phares isolés en mer, qui impliquent en plus des relèves dangereuses.

Cette classification correspondait également à une progression de carrière, qui commençait dans un enfer pour terminer dans un paradis.

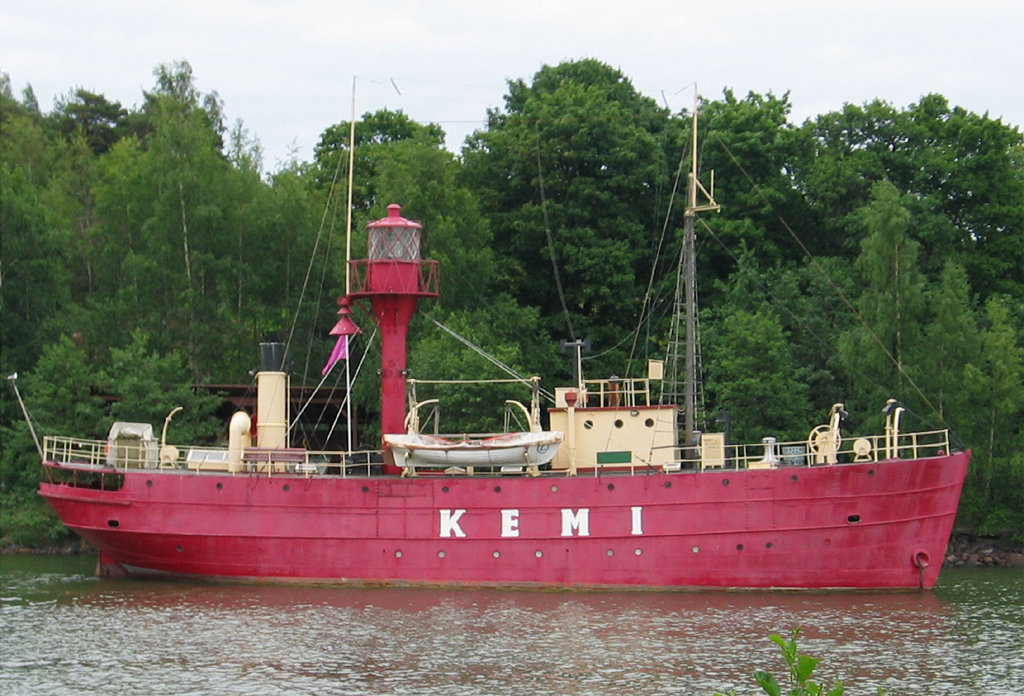
Le bateau-phare Kemi, en Finlande.

## Bateaux-phares
Les bateaux-phares, ou bateaux-feux, étaient des navires conçus spécialement pour supporter des feux là où la construction d'un bâtiment en dur était impossible. Utilisés entre le milieu du XVIIIe siècle et la fin du XXe siècle, ils ont presque tous été remplacés par des bouées automatiques. En France, le dernier a été le Sandettié, retiré en 1989.

## Phares aéronautiques
Aux débuts de l'aviation, des phares terrestres furent utilisés pour guider les avions de nuit, comme pour l'aéropostale, l'atterrissage de Charles Lindbergh au Bourget, le phare sur la tour Eiffel…

## Signature lumineuse du phare

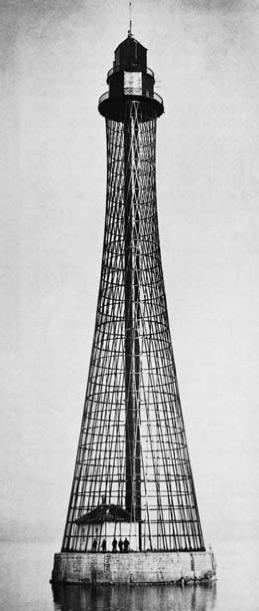
Phare d'Adziogol (de structure hyperboloïde), à Kherson, Ukraine, 1911.

Caractéristiques des feux sur les cartes marines.

Le signal lumineux émis par un phare ou un bateau-phare a des caractéristiques spécifiques qui permettent aux marins de l'identifier et de l'utiliser pour déterminer leur position et/ou leur route.
On distingue :
- les feux scintillants : les signaux de lumière sont très brefs et très rapprochés ;
- les feux à éclats courts ou longs : ils émettent brièvement un ou plusieurs signaux de lumière. Les périodes d'extinction sont plus longues que les périodes de lumière ;
- les feux isophases : la durée des périodes de lumière et d'extinction est identique ;
- les feux à occultations : les périodes d'extinction sont plus courtes que les périodes de lumière.

La signature complète du phare est fournie par :
- la couleur du signal lumineux : le plus souvent blanc (visible de plus loin), parfois rouge. On évite d'utiliser le vert car il peut être confondu avec le blanc à une longue distance. Dans le cas particulier des feux à secteur, le signal visible sur l'arc d'horizon a une couleur sur un secteur : il est généralement visible en blanc de la zone de navigation saine, en vert et rouge des zones dangereuses situées à bâbord et tribord de la zone saine.
- le nombre des éclats lumineux ou des phases d'obscurité ;
- la période au bout de laquelle le feu reproduit la même séquence d'éclats ou de périodes d'obscurité : par exemple 15 secondes.

Pour éviter toute erreur d'identification, deux phares situés dans la même zone de navigation n'auront jamais les mêmes caractéristiques.
Les signaux émis par les phares, la description des phares (hauteur du phare, hauteur au-dessus du niveau de la mer), leur portée théorique et leurs positions sont fournis dans des ouvrages publiés par les services hydrographiques (le SHOM pour la France, UKHO pour le Royaume-Uni, etc.) : livres des feux / Admiralty List of Lights and Fog Signals. Ces informations figurent également dans des guides plus locaux (par exemple en France pour la côte Atlantique et la Manche l'Almanach du Marin Breton).
Ces informations sont notées sur les cartes marines sous une forme abrégée, les codes sont disponibles dans l'ouvrage 1D du SHOM .
Voici un exemple : « Fl(3) G 12 s » signifie : feu à 3 éclats verts, période 12 secondes) ; les principaux éléments de cette légende sont :
- la première abréviation indique le type du feu :
  - feu à éclats : Fl (pour Flash),
  - feu scintillant : Q (pour Quick),
  - feu isophase : Iso,
  - feu à occultations Occ,
- le nombre d'éclats ou d'occultations est donné entre parenthèses (rien : 1 seul éclat ou occultation)
- la deuxième abréviation donne la couleur : pas de mention pour les feux blancs ; G : vert (pour Green) ; R pour rouge (Red), Y pour jaune (Yellow) ;
- la période est donnée en secondes ;
- la hauteur est donnée en mètres (ex. : 75 m) ; La hauteur du feu est mesurée en mètres à partir du niveau de la pleine mer coefficient 95: il faut donc tenir compte de la marée pour mesurer la distance grâce à un sextant et une calculatrice, le sextant donne l'angle, la carte donne la hauteur il faut faire le calcul. La distance exprimée en milles marins est : {\displaystyle D=1,856*({\frac {H}{h_{i}}})} avec {\displaystyle H} la hauteur de l’édifice en mètres et {\displaystyle h_{i}} la hauteur instrumentale en minutes.
- la portée en milles est indiquée sous la forme « x M » (exemple : 8 M pour une portée de huit milles marins) ;
- les signaux sonores complémentaires peuvent être figurés sous la forme d'une mention (Horn pour une corne de brume, Whis (Whistle) pour un sifflet ;
- lorsque le feu porte un radiophare, la légende est complétée par RC (radiophare circulaire).

Exemple de légende complexe : « Fl 5s 60 m 24M Siren(1) 60s RC » signifie : feu à un éclat blanc toutes les cinq secondes, dont la lanterne est située à une hauteur de 60 m, portant à 24 milles, muni d'une sirène émettant un signal toutes les 60 secondes et d'un radiophare. L'indication feu à éclat (Fl) 5s permet d'identifier le phare car les phares d'une même zone géographique ont des caractéristiques différentes, le fait qu'il n'y ait aucune couleur de mentionné indique que le feu est blanc, 60 m permet de trouver la portée géographique du phare en faisant le calcul {\displaystyle D=2,1({\sqrt {H}}+{\sqrt {h}})} où D est exprimée en milles, H (hauteur du foyer lumineux) en mètres, et h (hauteur de l'œil de l'observateur au-dessus de l'eau) en mètres.
Ici il s'agit des caractéristiques du phare d'Eckmühl

## Galerie

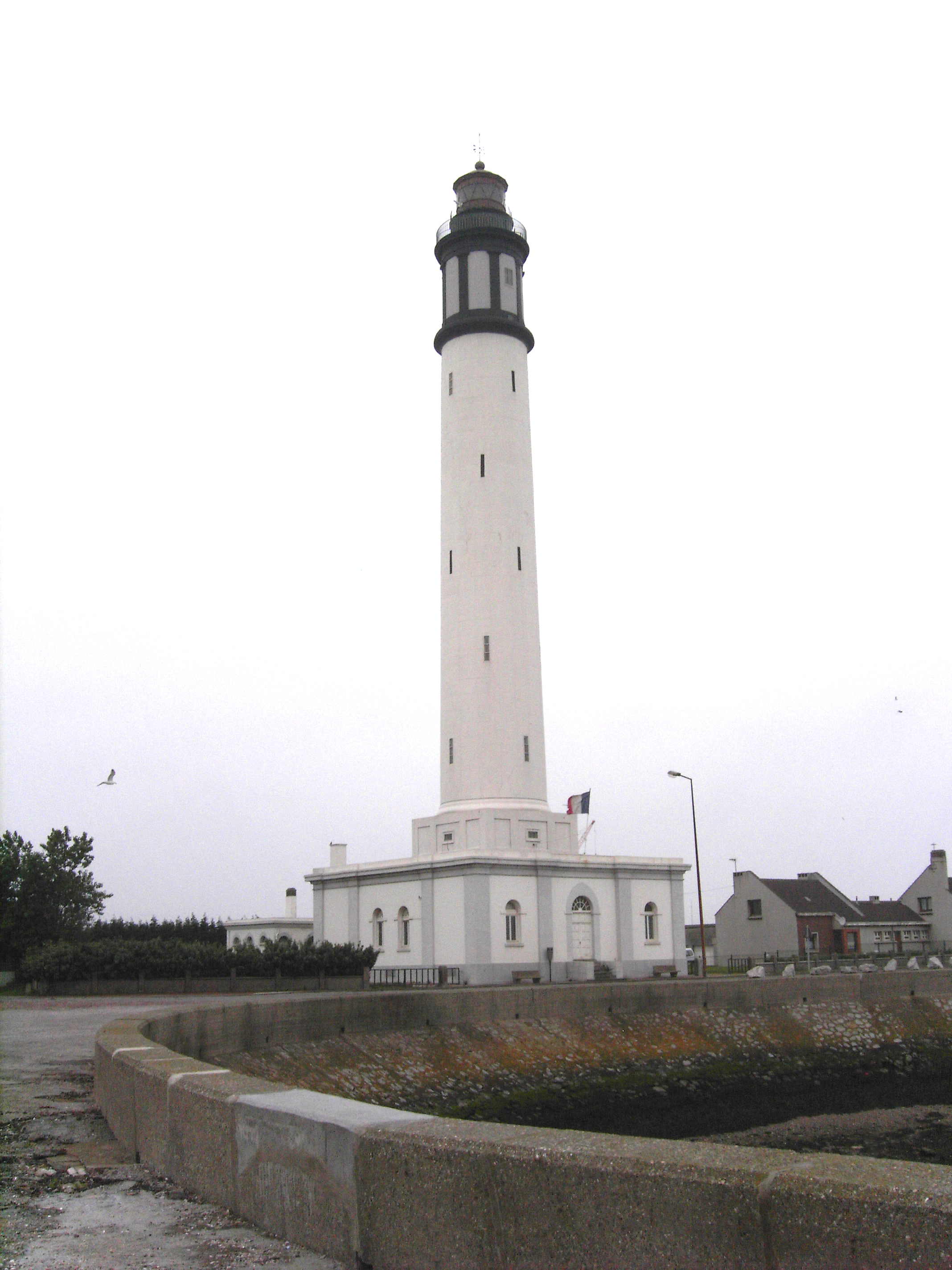
Le phare de Dunkerque, un des plus hauts et un des rares phares « urbains », est aussi un des plus septentrionaux en France.
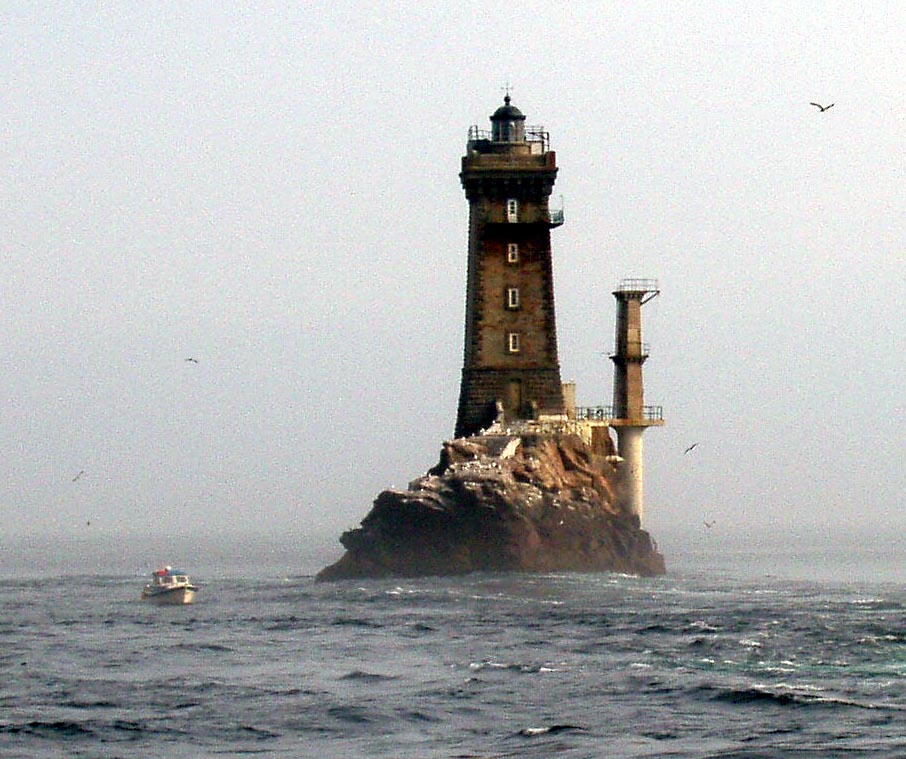
Le phare de la Vieille au bout de la pointe du Raz.
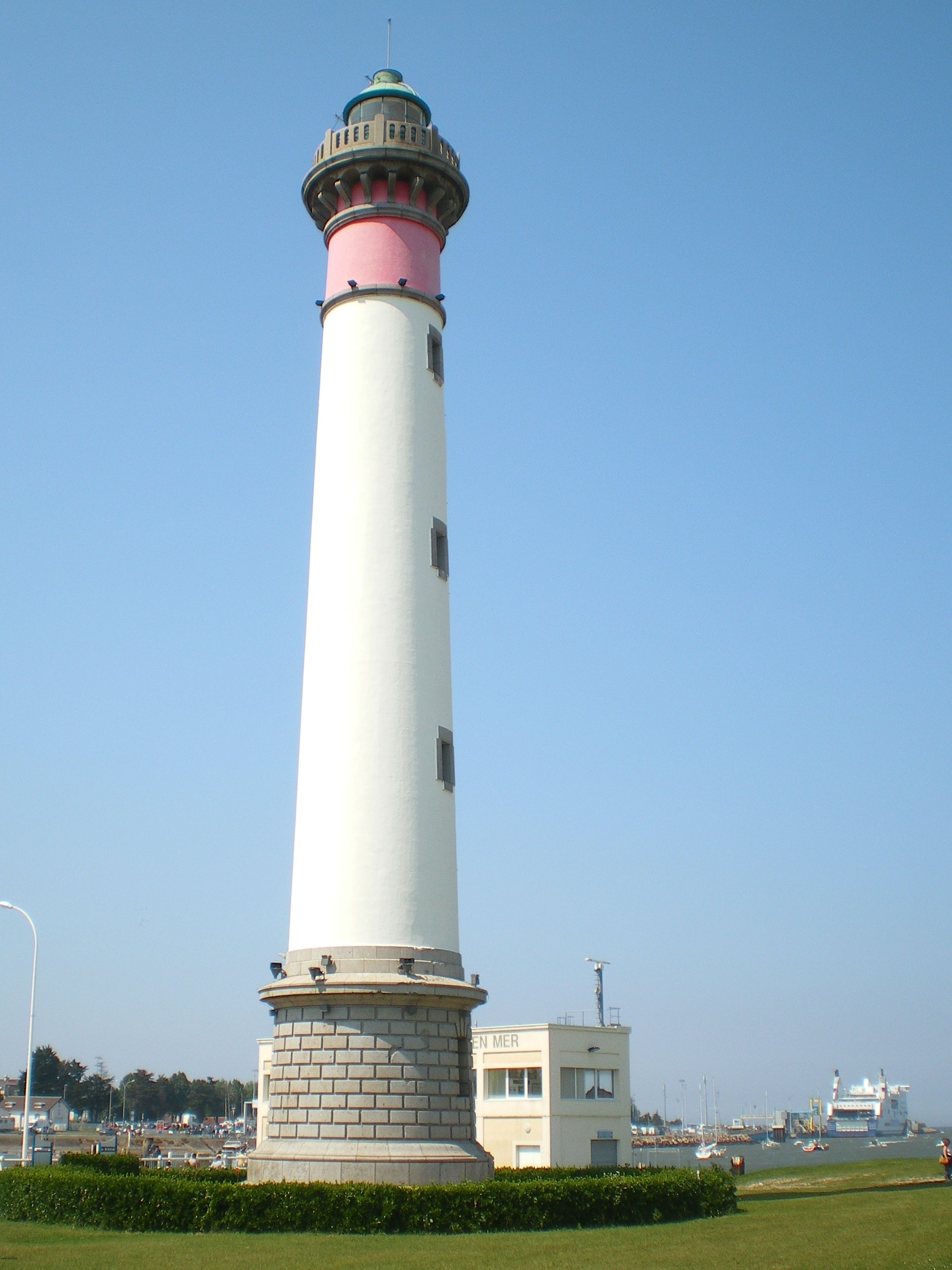
Le phare de Ouistreham dans le Calvados.
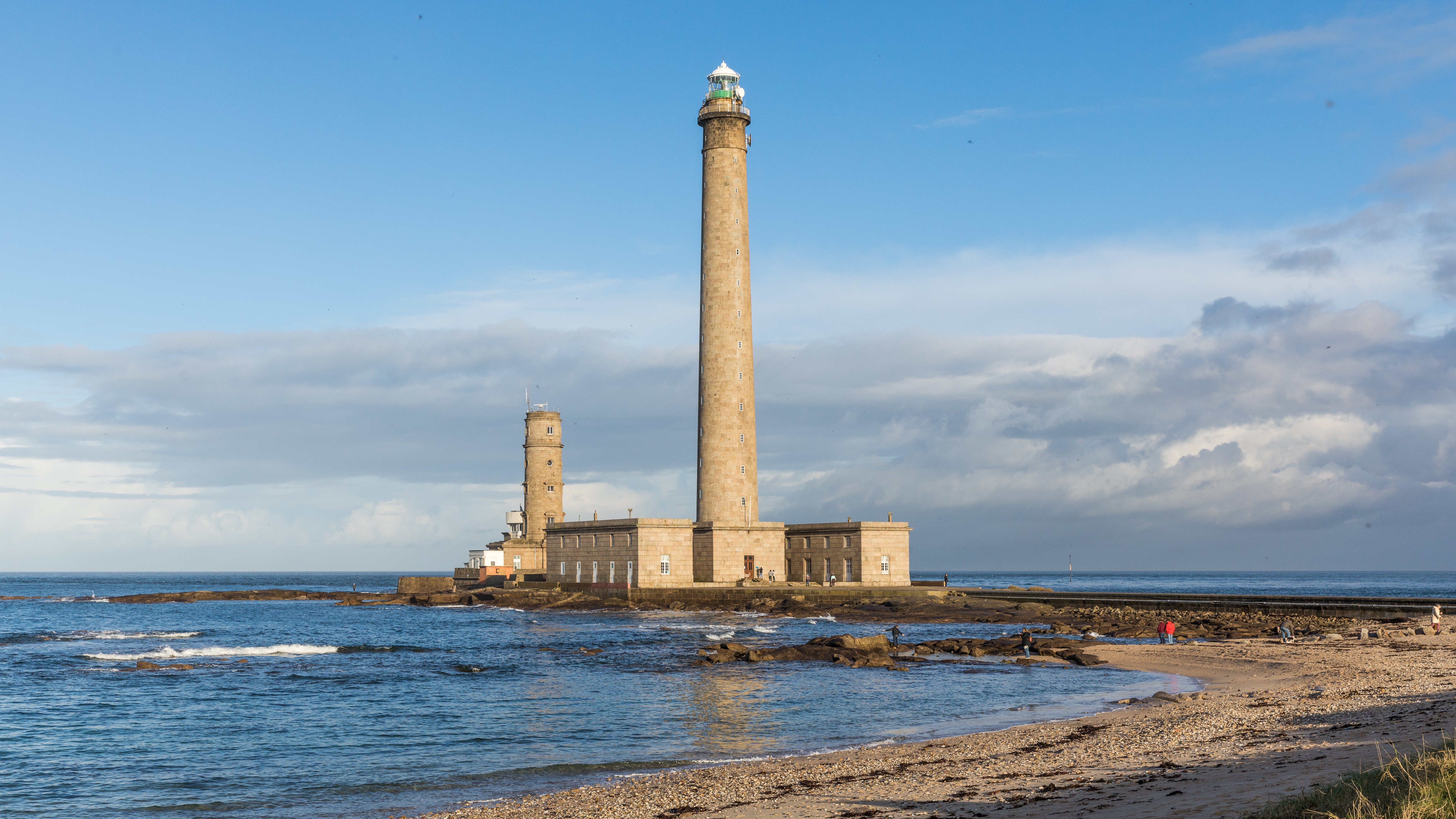
Le phare de Gatteville dans le Cotentin.
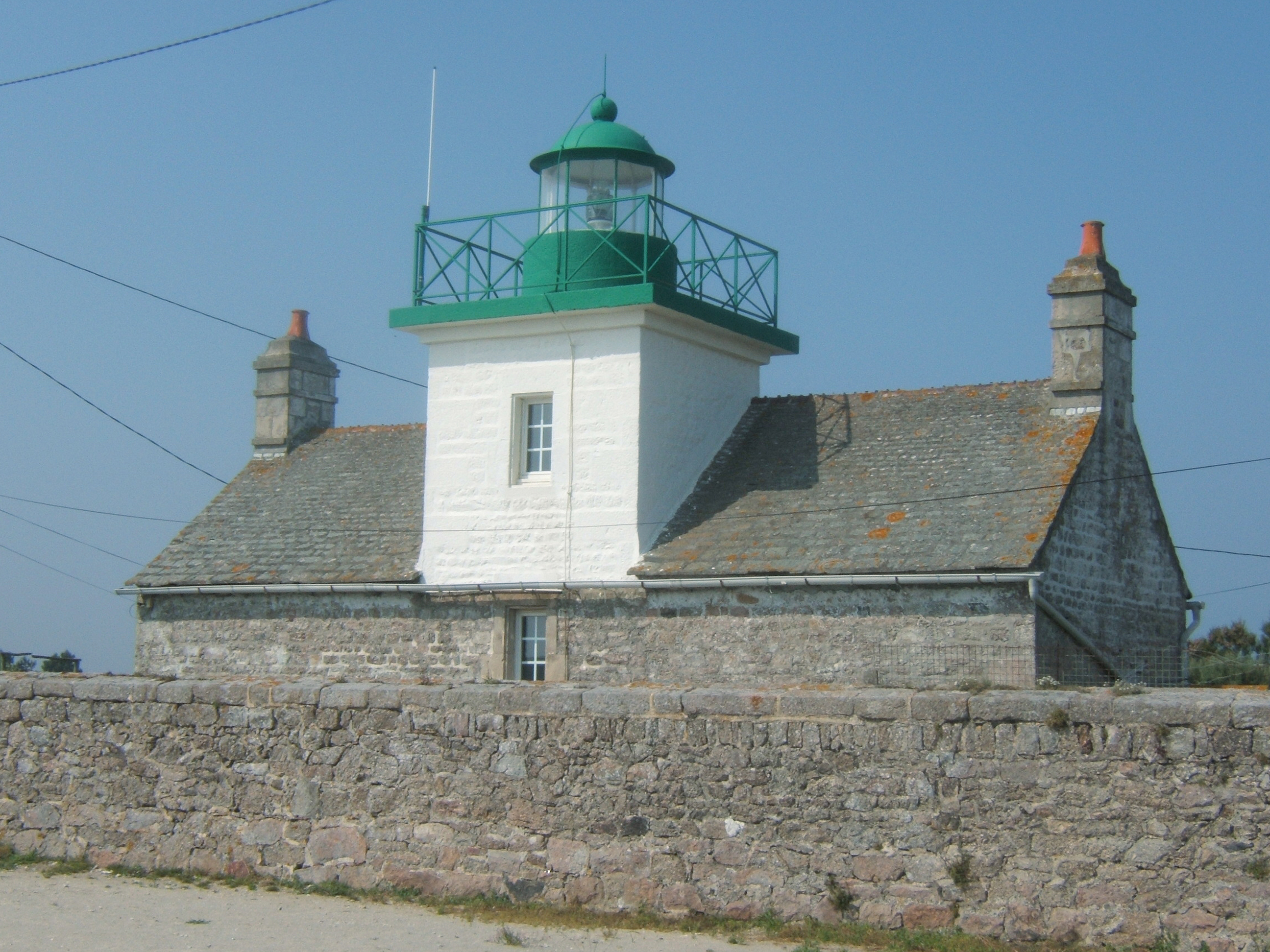
Le phare de Réville dans le Cotentin.
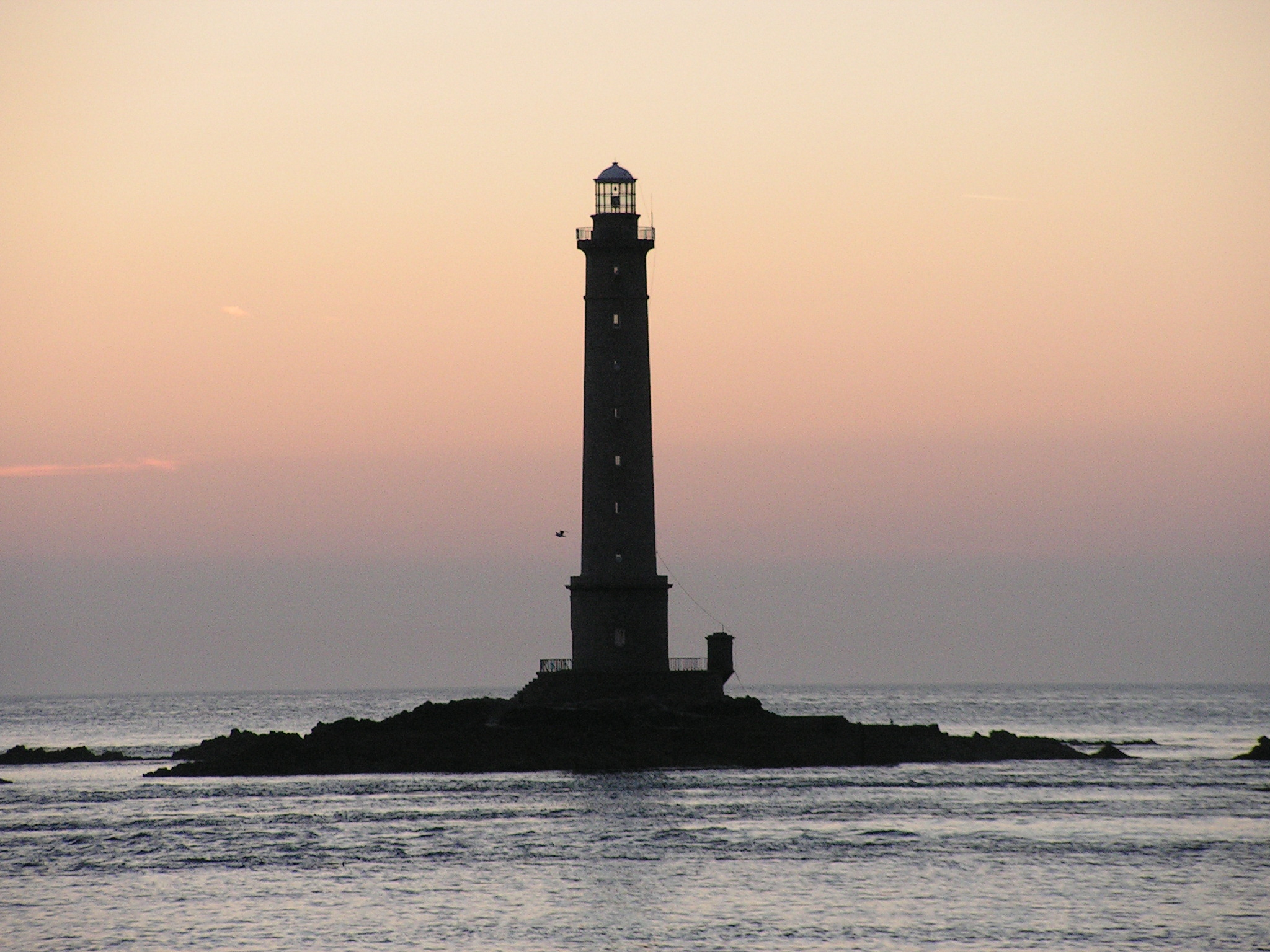
Le phare de la Hague dans le Cotentin.
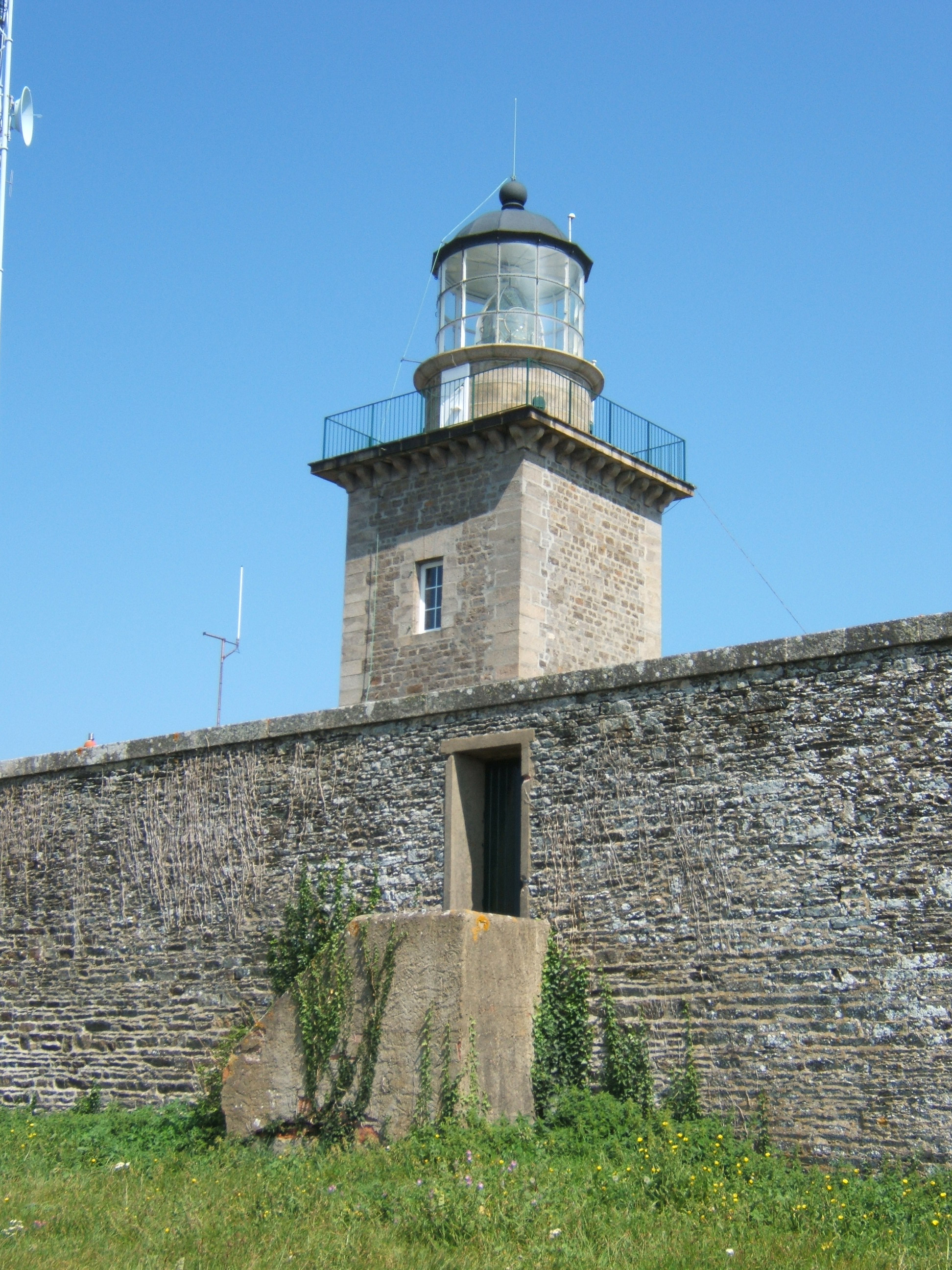
Le phare du sémaphore du Cap de Carteret dans le Cotentin.
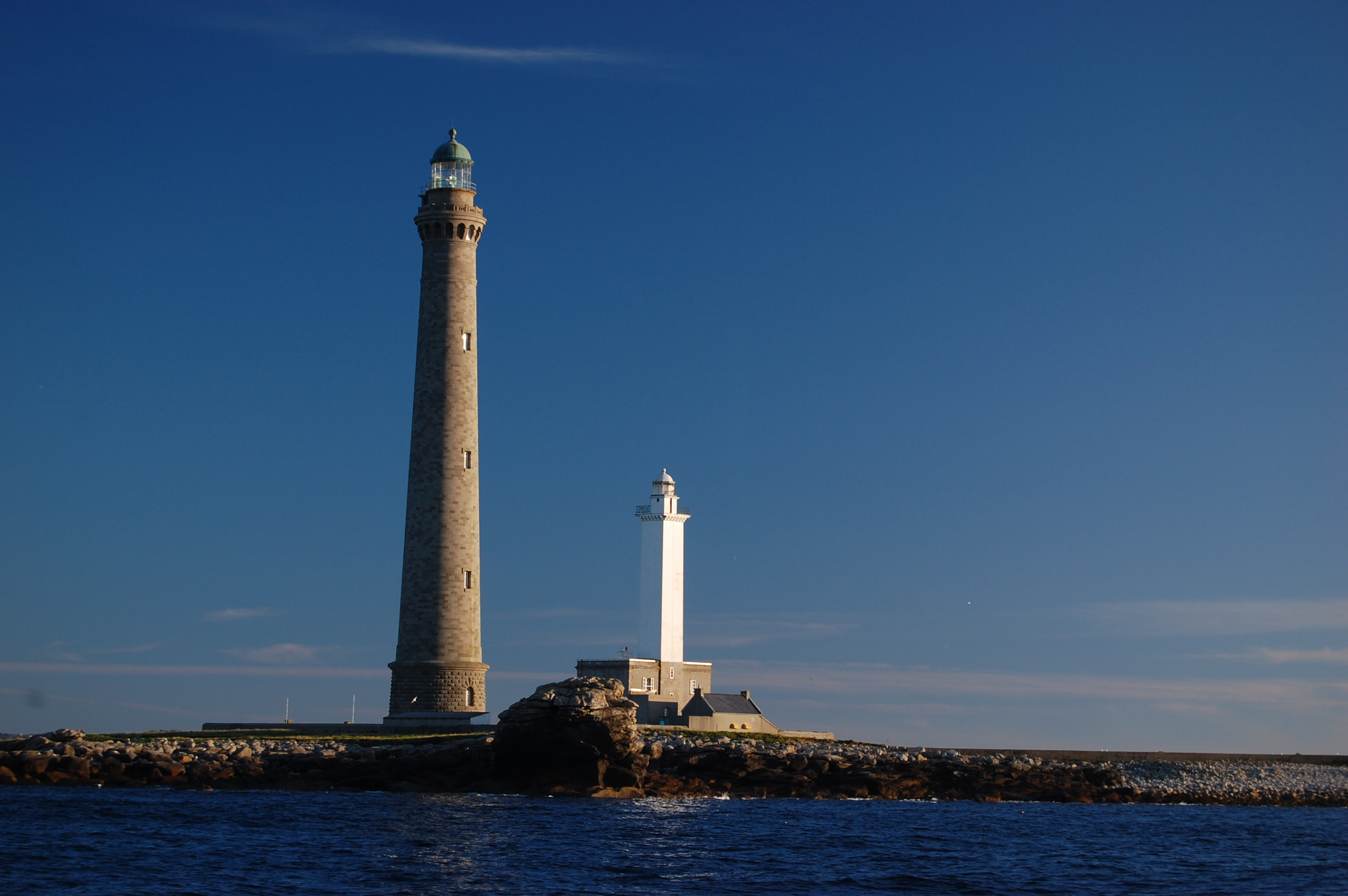
Le phare de l'Île Vierge dans le Finistère, le plus haut phare d'Europe et le plus haut phare du monde en pierre de taille.
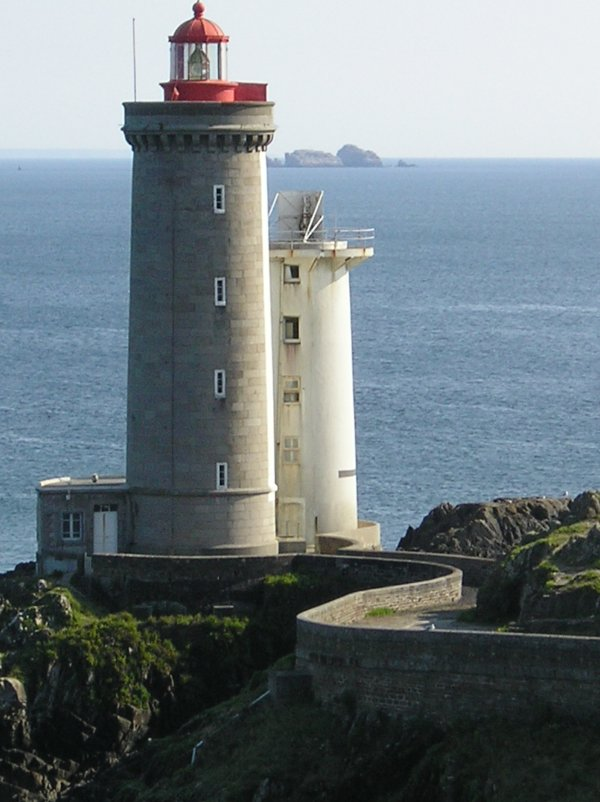
Le phare de la pointe du Petit Minou dans le Finistère.
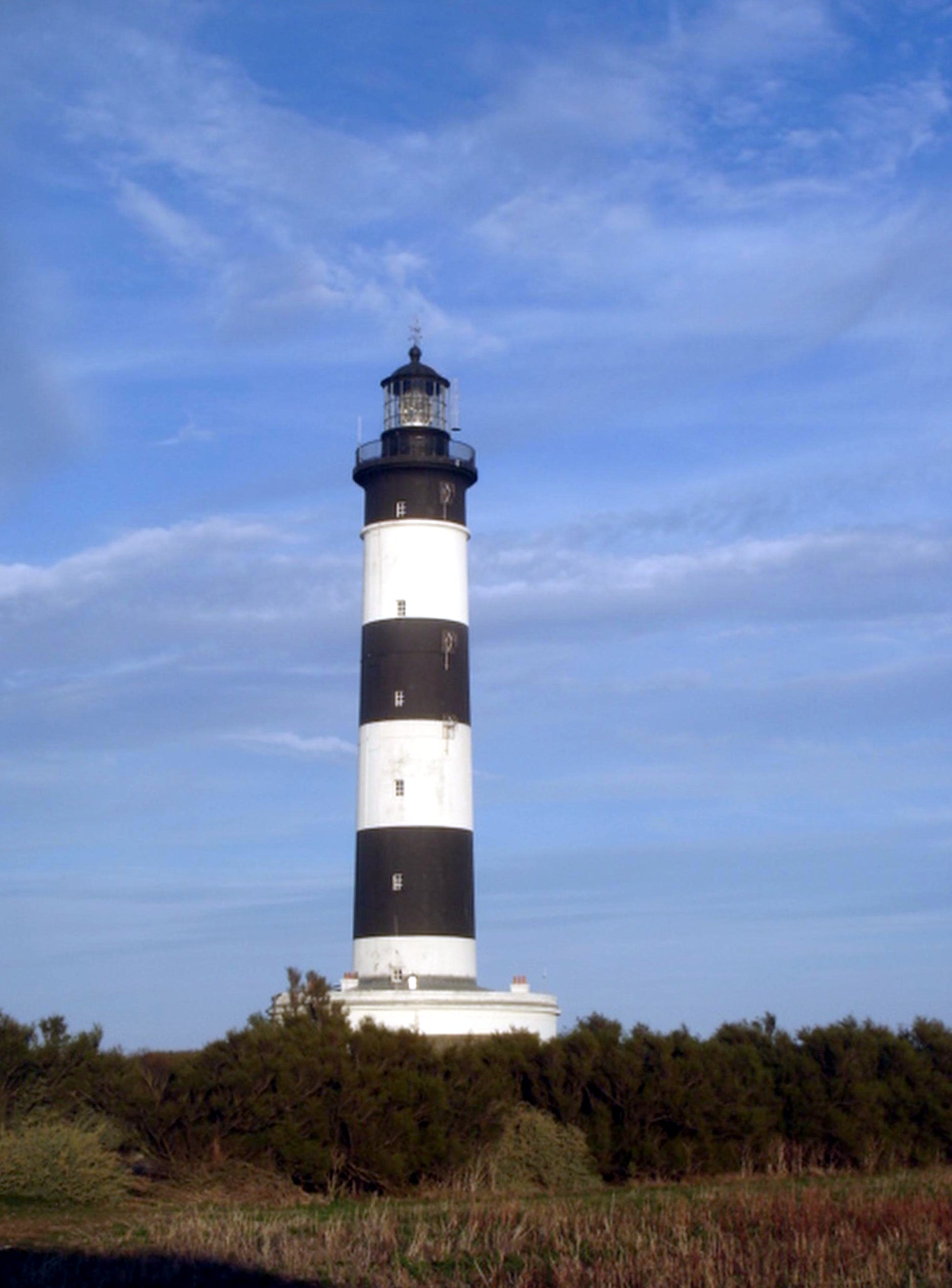
Le phare de Chassiron à la pointe Nord de l'Île d'Oléron.
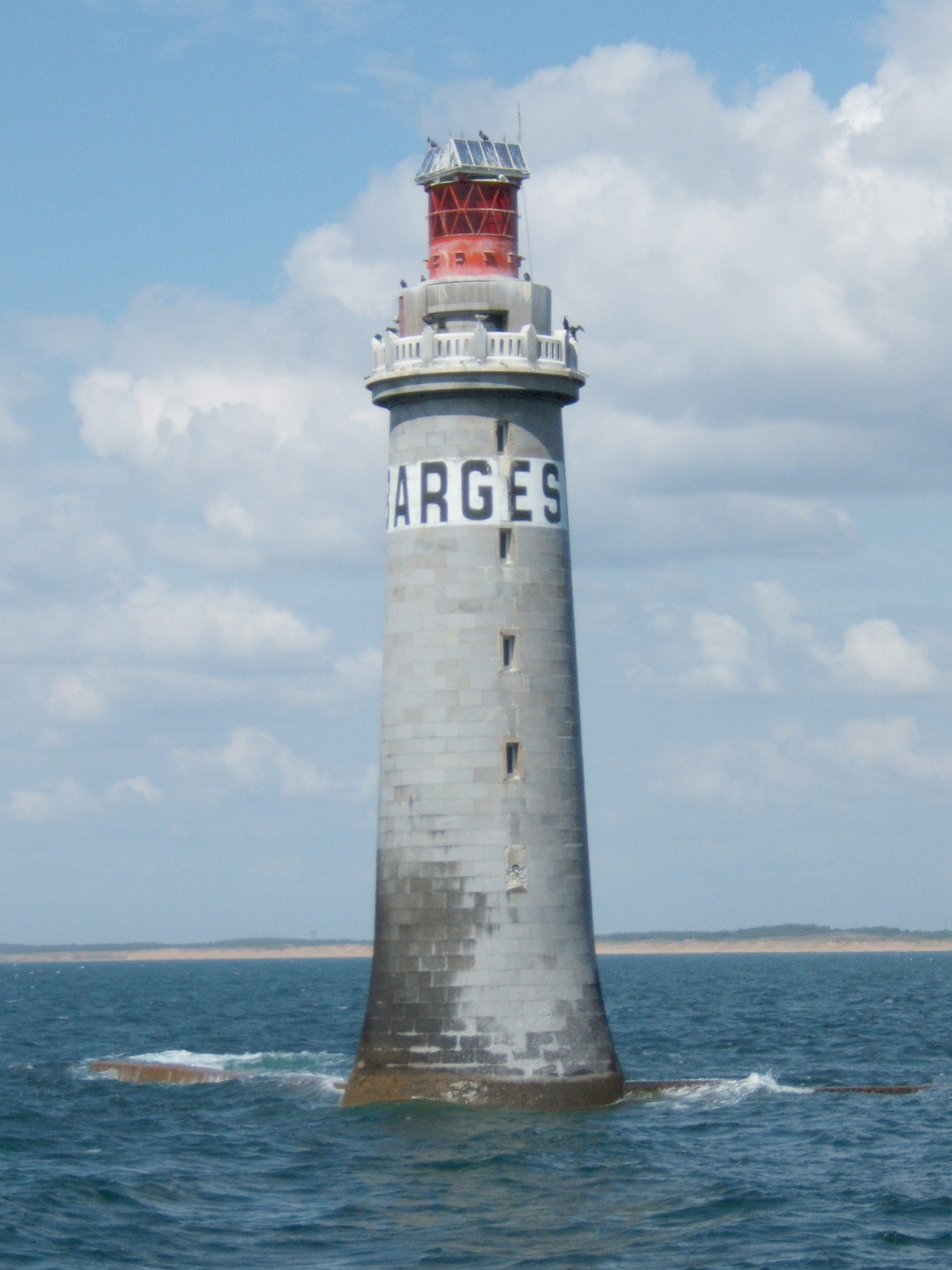
Le phare des Barges au large des Sables-d'Olonne en Vendée.
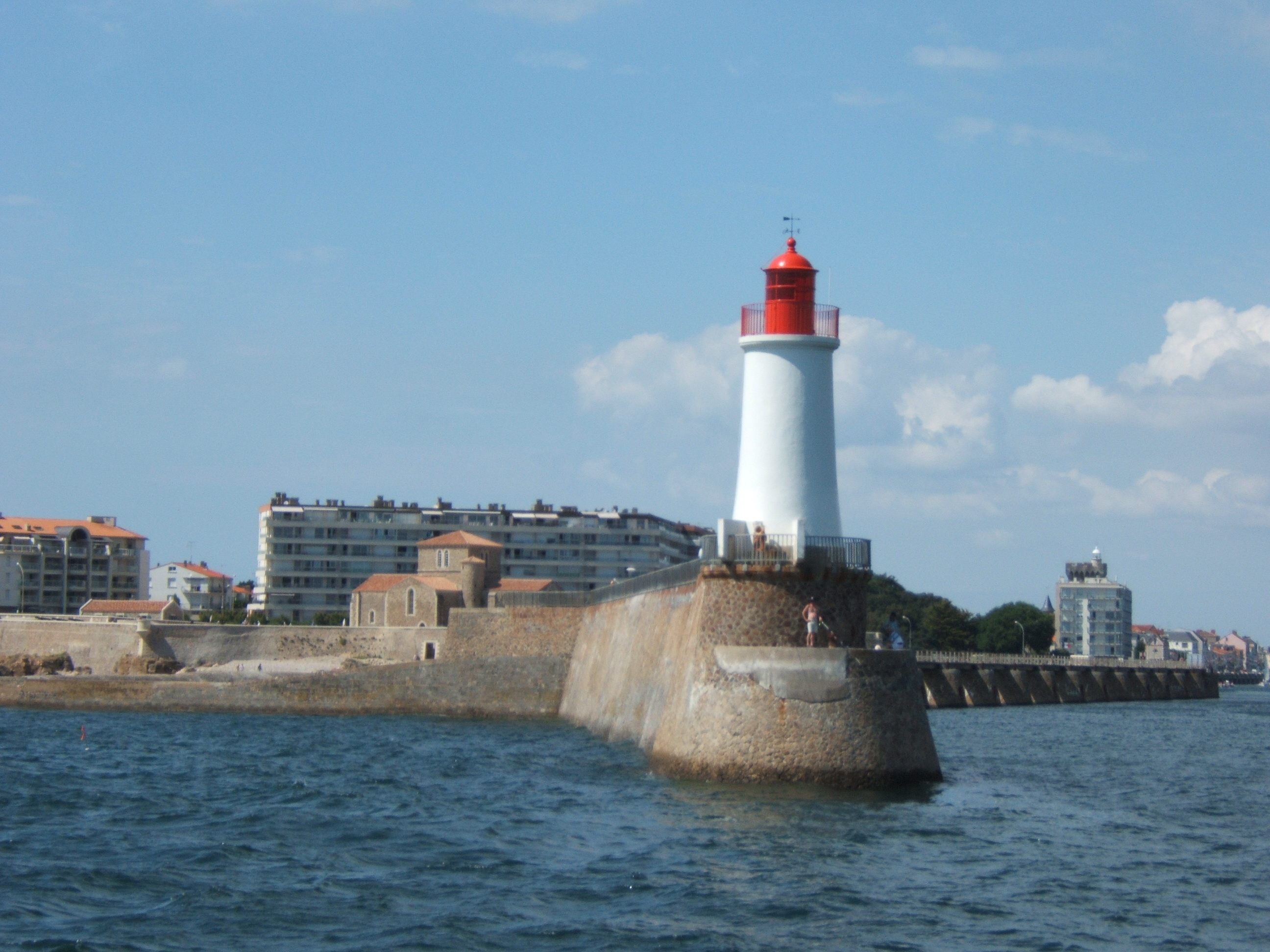
Le phare des Sables-d'Olonne.
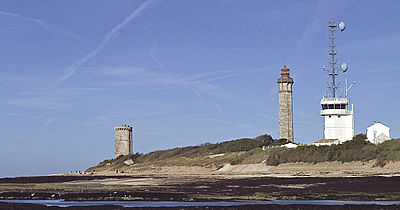
À la pointe ouest de l'Île de Ré, le phare des Baleines, l'ancienne tour et le sémaphore de la Marine nationale.
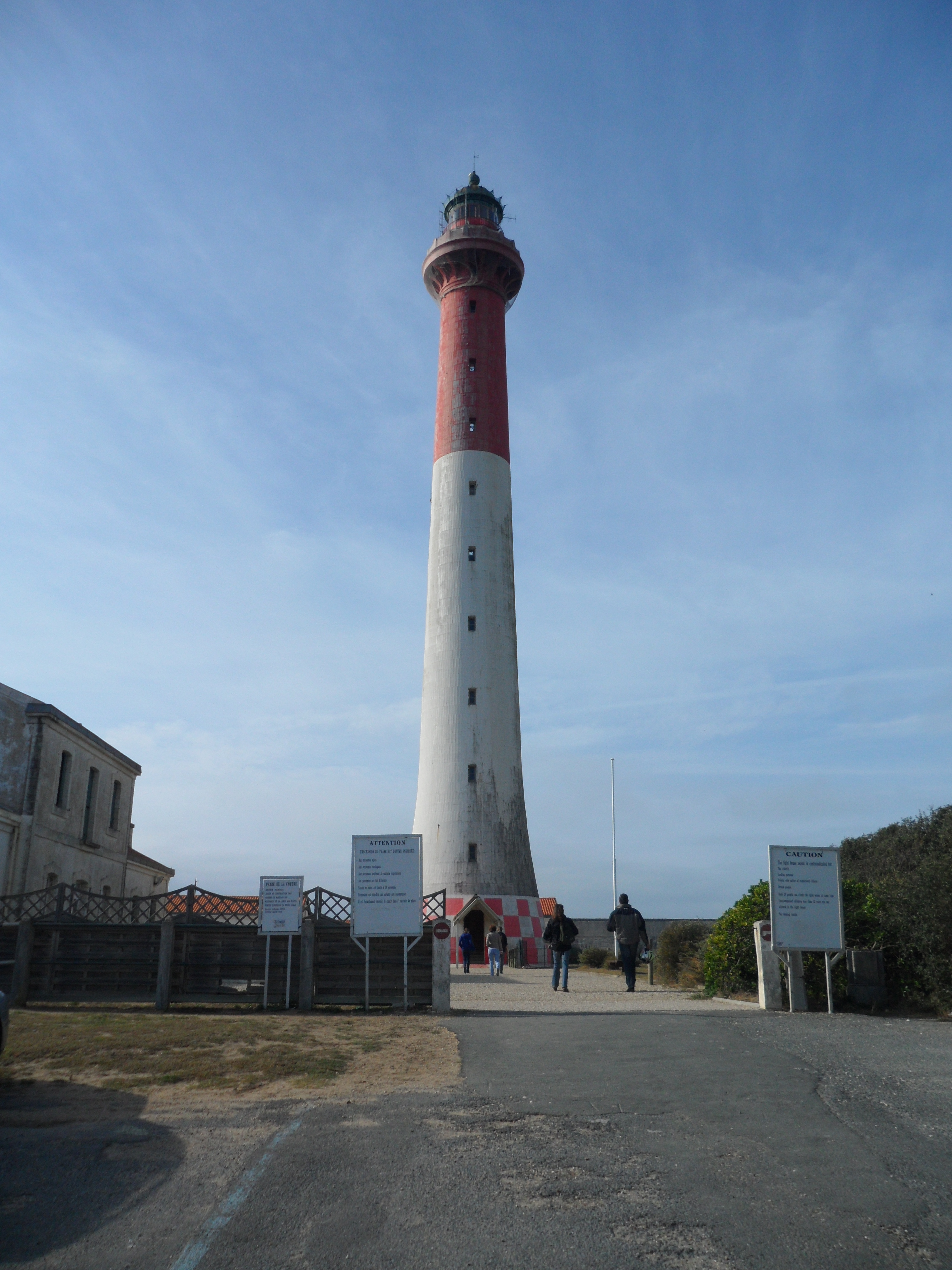
Le phare de la Coubre sur la pointe de la Coubre, en Charente-Maritime.
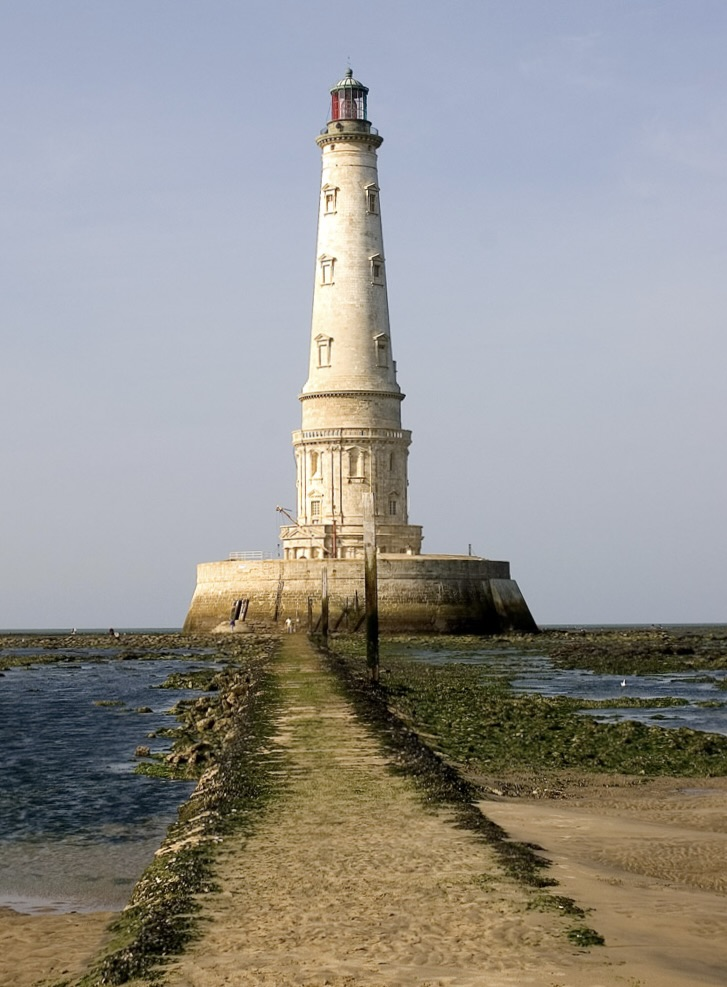
Le phare de Cordouan à l'embouchure de l'estuaire de la Gironde.
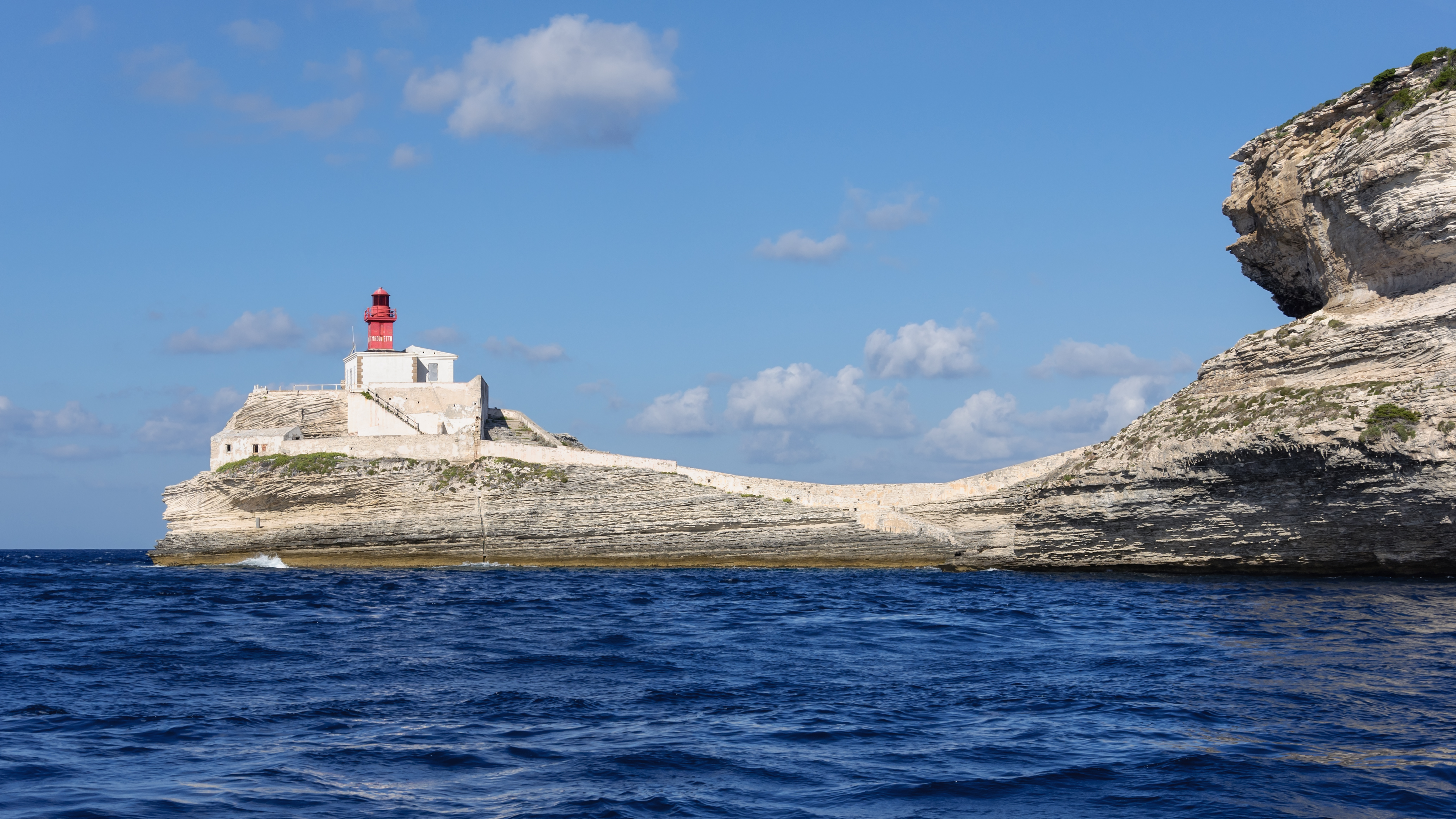
Le phare de la Madonetta à Bonifacio, en Corse-du-Sud.
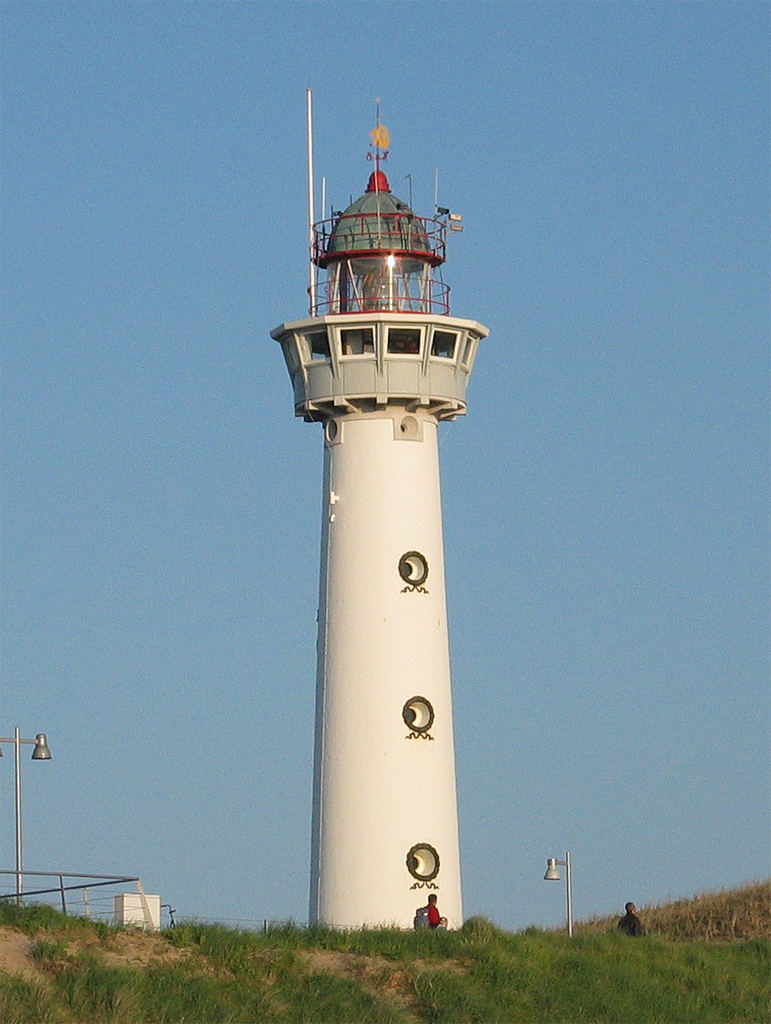
Le phare « Jan van Speijk » à Egmond aan Zee en Hollande-Septentrionale.
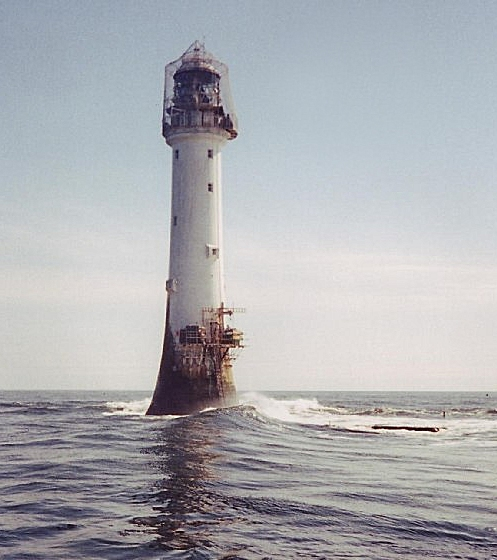
Le phare de Bell Rock (au large de l'Écosse).
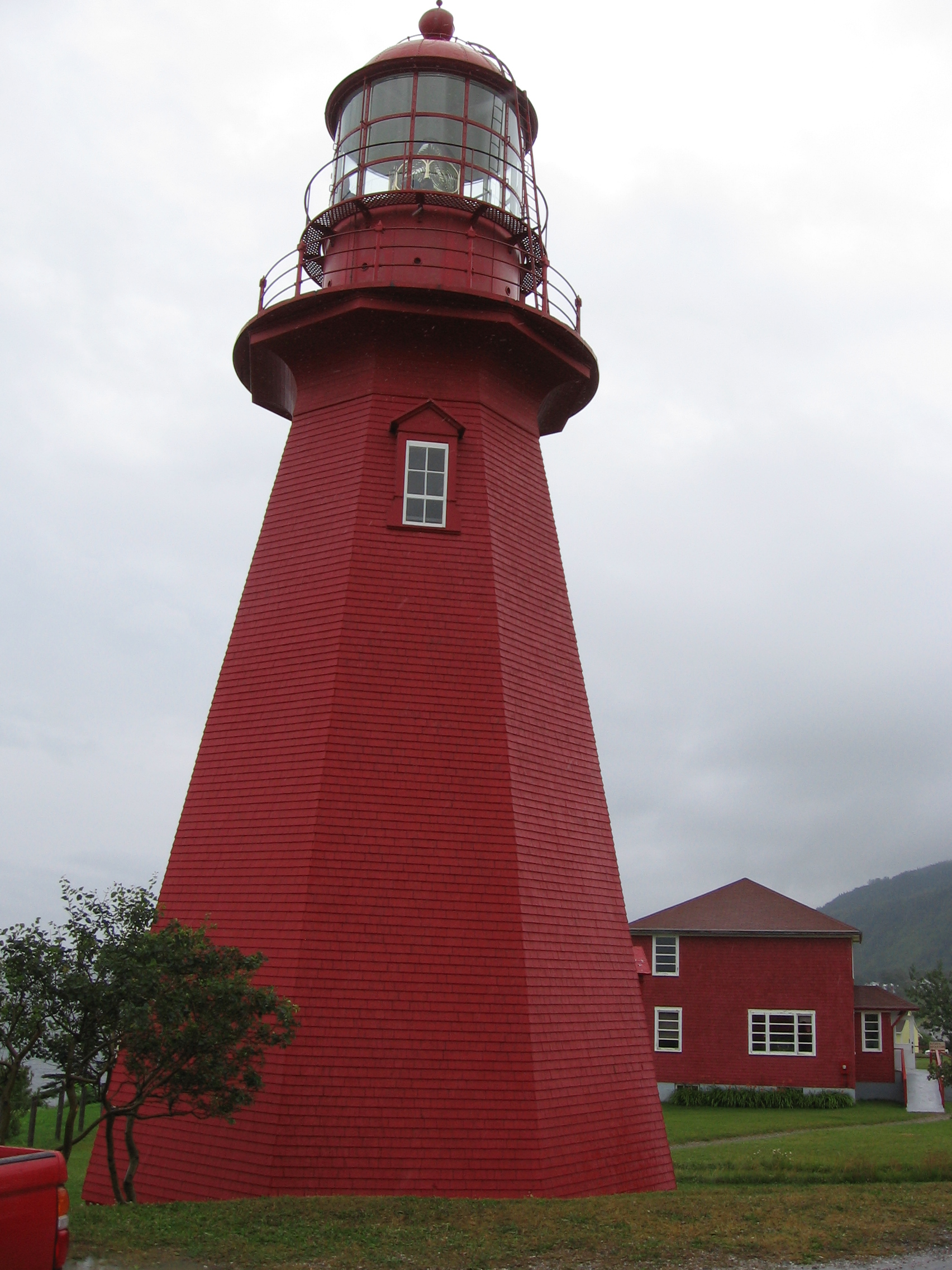
Le phare de la Martre en Gaspésie au Québec.
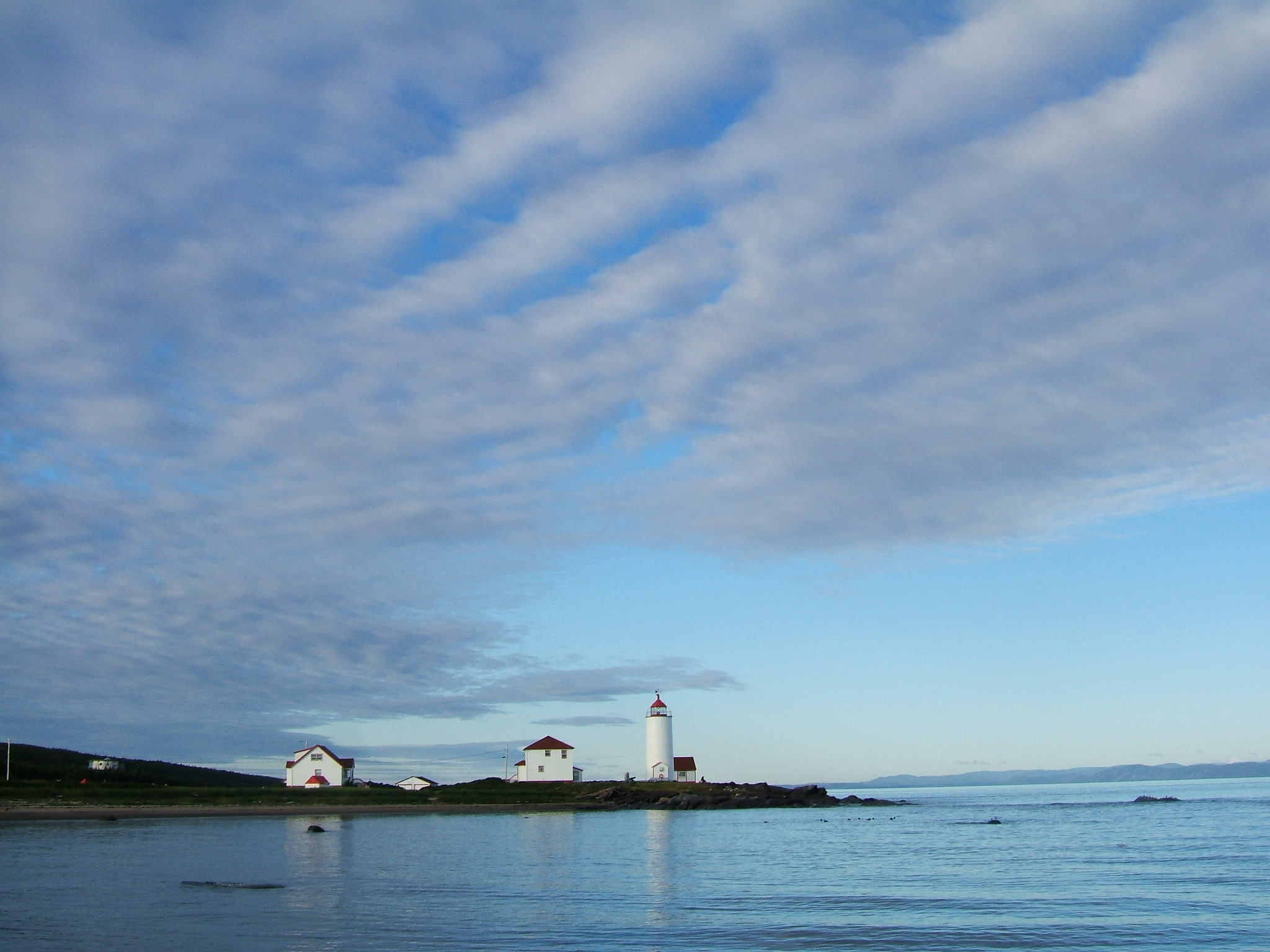
Le phare de l'Île Verte, Le premier phare du St-Laurent, construit en 1809 (Québec).
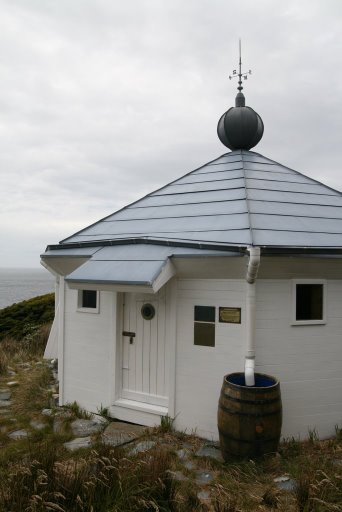
Phare du bout du monde, île des États, Terre de Feu, Argentine.
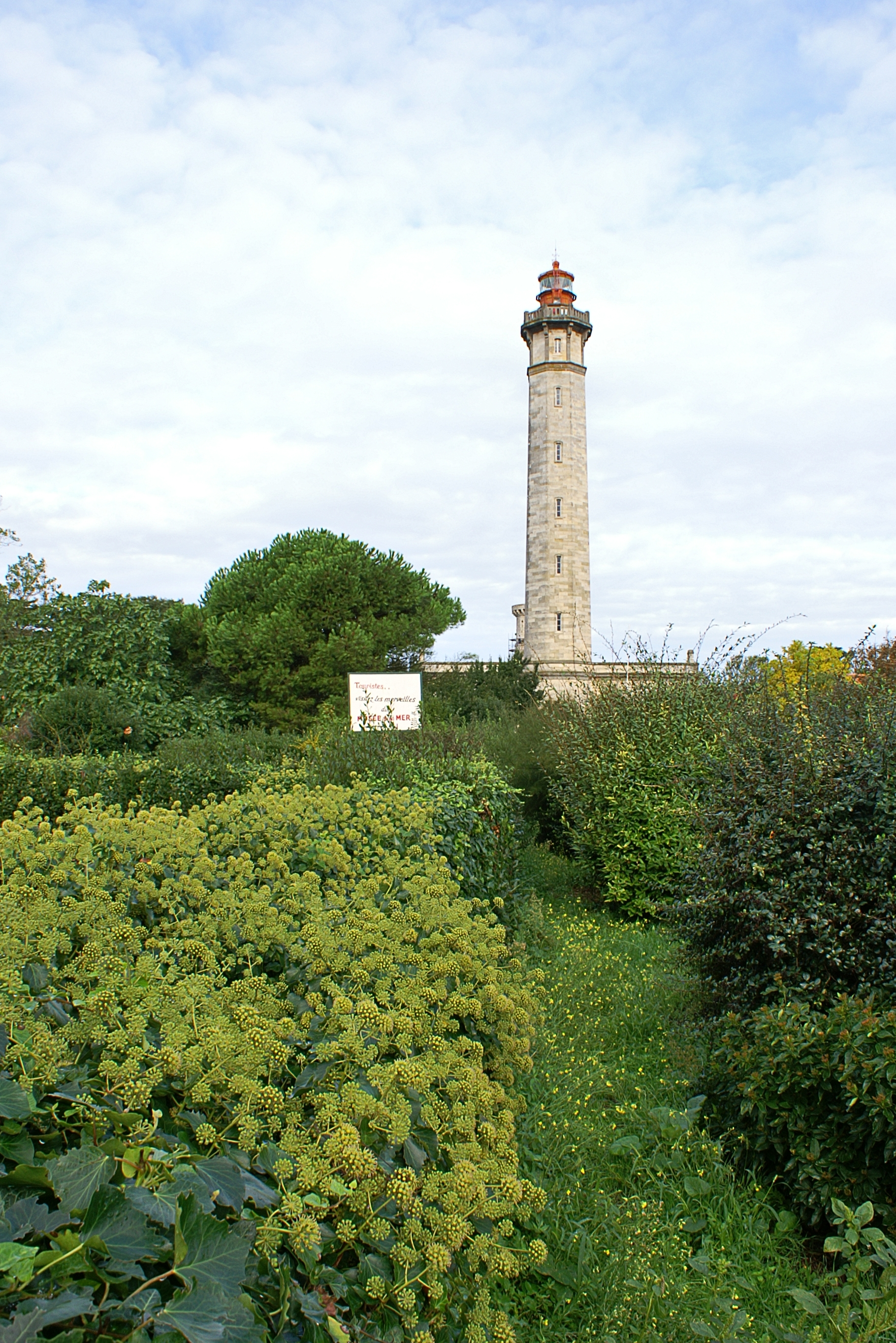
Au loin, le phare des Baleines
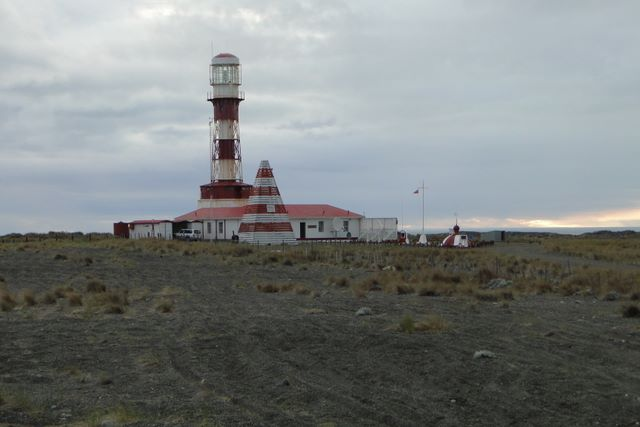
Phare du détroit de Magellan, Cap Virgines
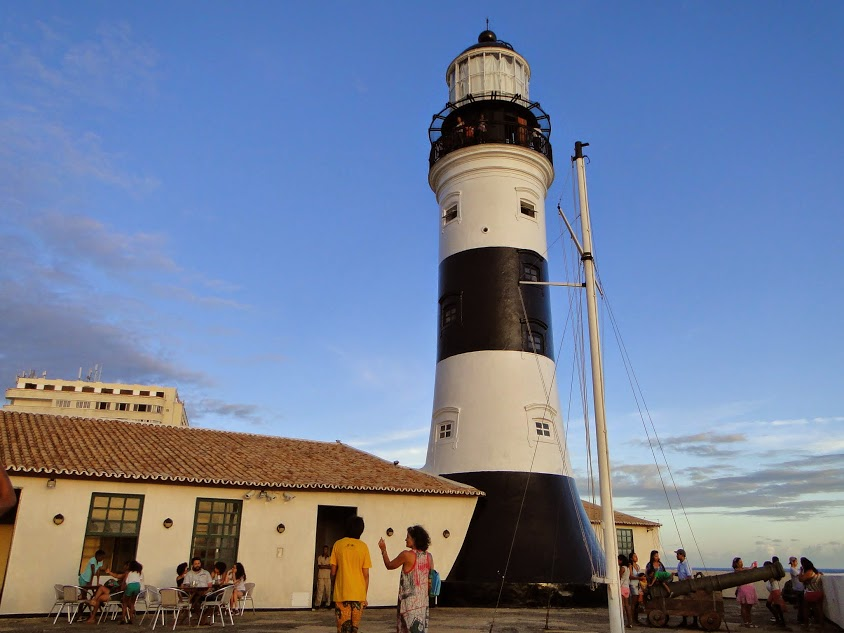
Phare du Farol da Barra
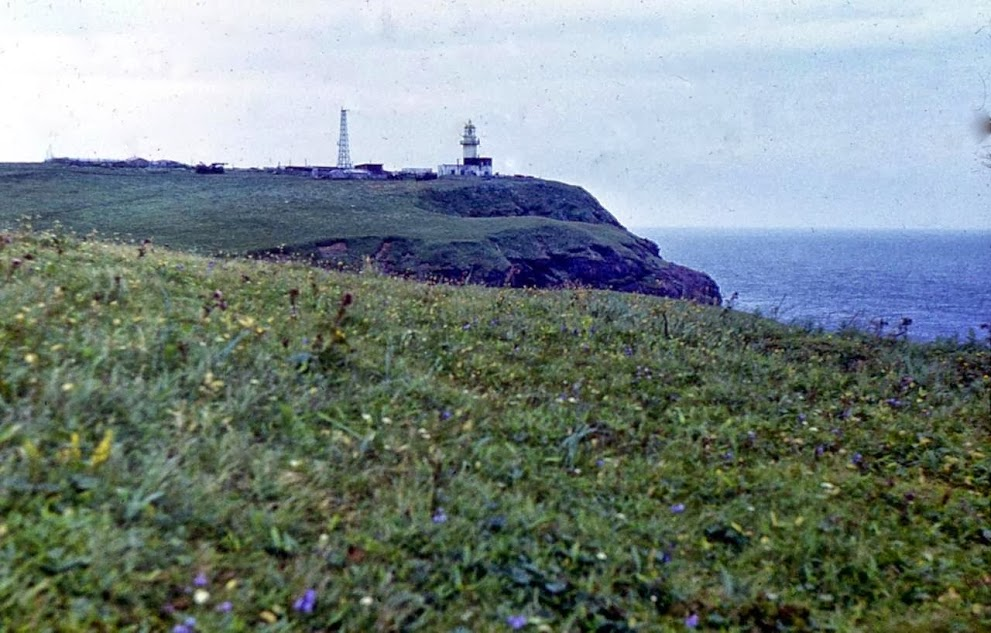
Phare sur l'île Shikotan
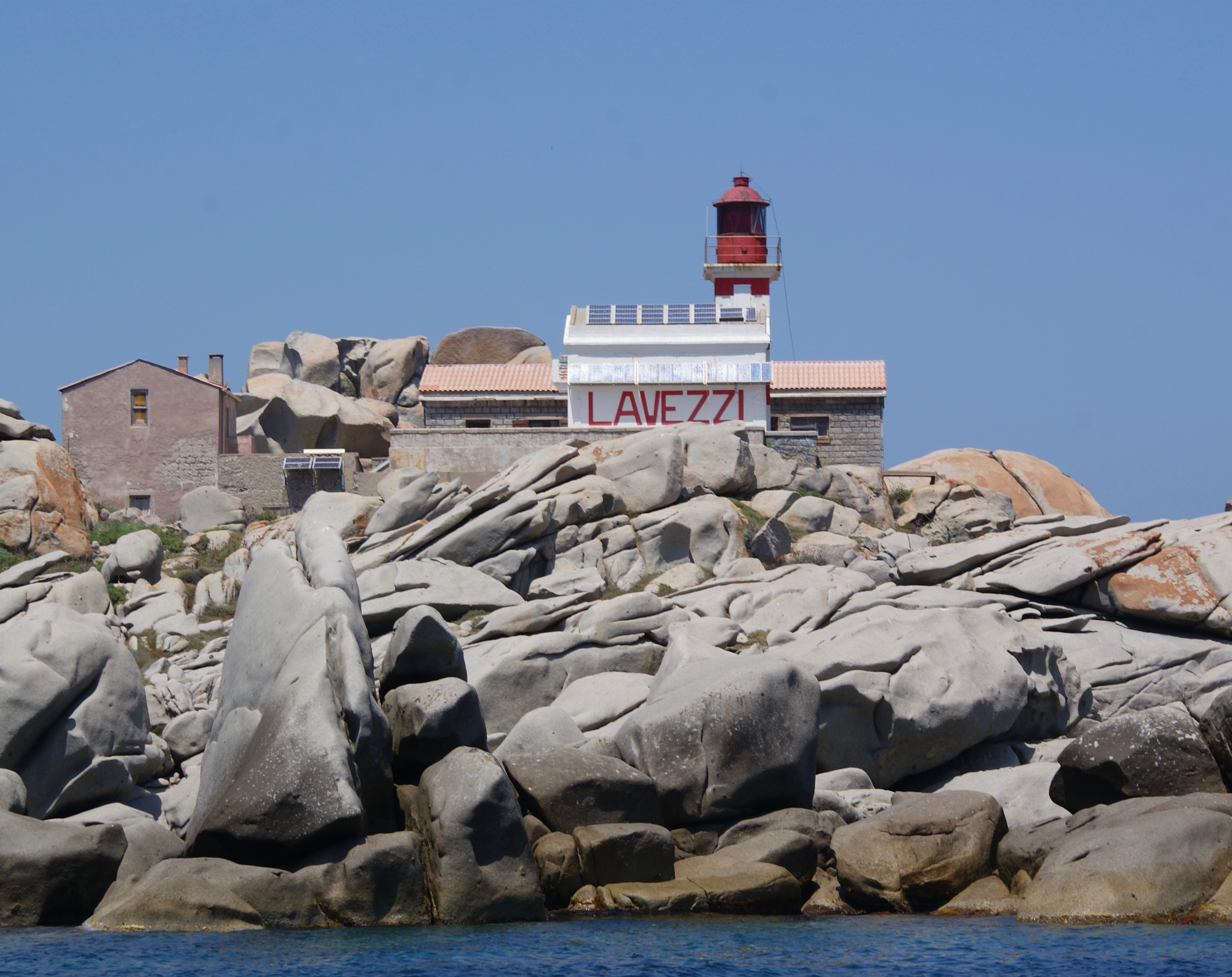
Phare des îles Lavezzi
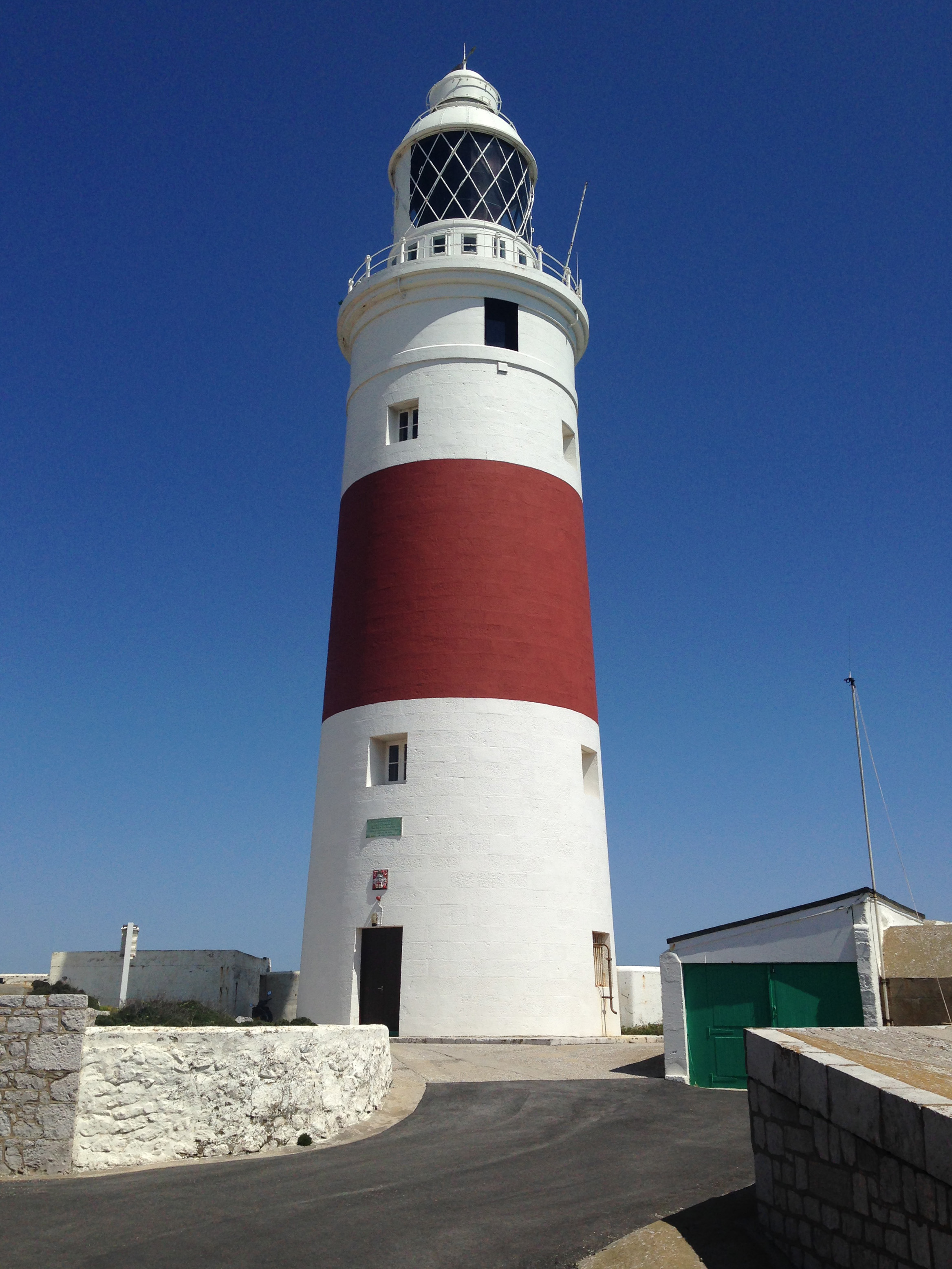
Phare de Europa Point à Gibraltar
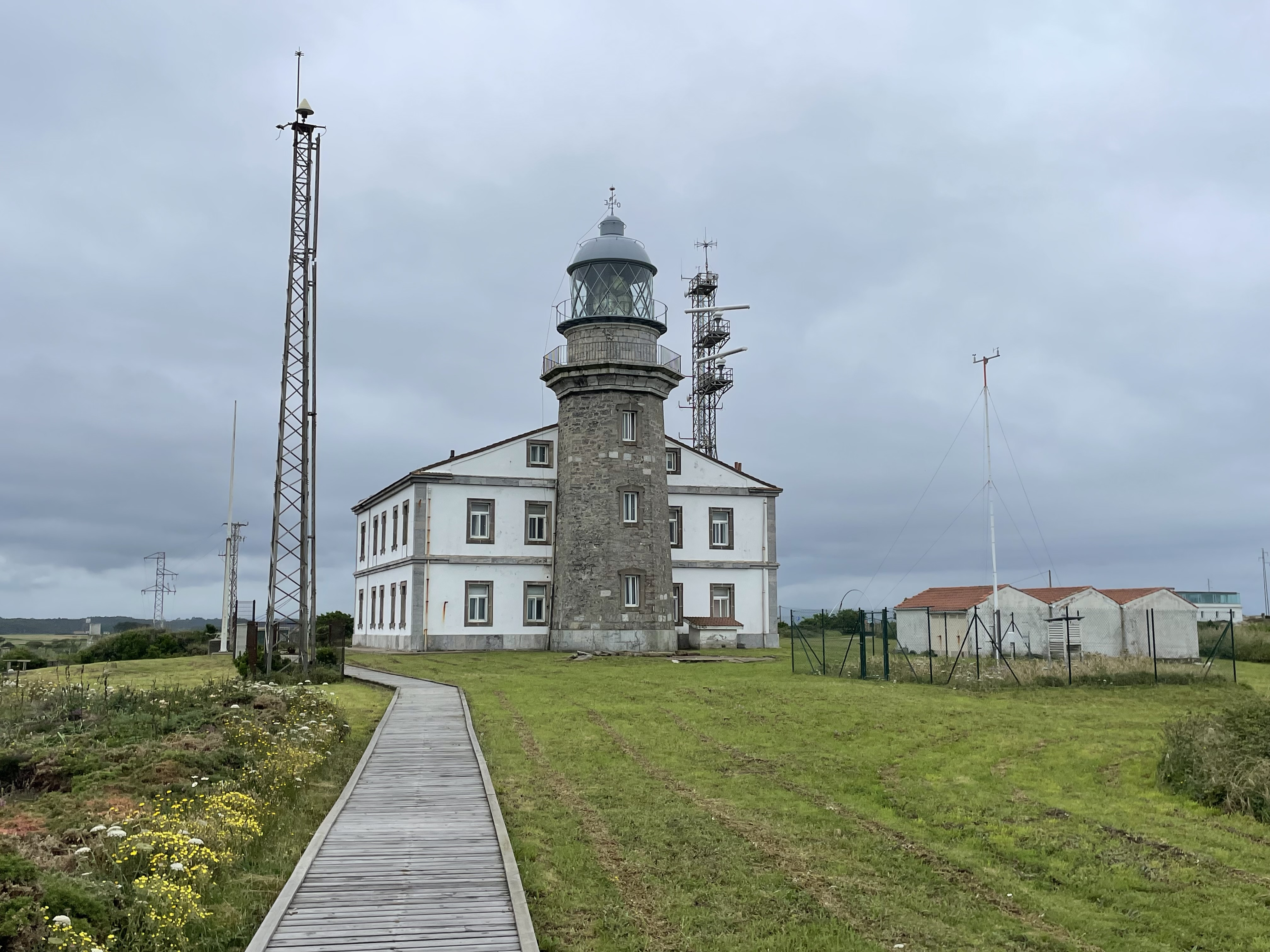
Phare de Cabo Peñas

### Filmographie
- Les sentinelles de l'amer, documentaire de 26 minutes, hommage aux gardiens de phare dont le métier vient de s'éteindre, réalisé par Laurie-Anne Courson, produit par Aligal Production en 2017.
- Les Gardiens du feu, documentaire de 52 minutes sur la vie des deux gardiens du phare de la Vieille lorsqu'il était encore gardé et qu'il fonctionnait encore avec son feu au pétrole, réalisé par Jean-Yves Le Moine et Thierry Marchadier, produit par 1+1 Production en 1992.
- Le Phare, documentaire de 11 min 15 s réalisé par Jean-Yves Le Moine et Thierry Marchadier et produit par 1+1 Production en 1992 ; documentaire poétique où le phare de l'Espiguette se mêle au phare de la Vieille pour créer un phare onirique : le Phare.
- La Lumière et les hommes, documentaire de 52 minutes sur l'électrification et l'automatisation du Phare de la Vieille avec la dernière relève en hélicoptère de ses deux gardiens, réalisé par Thierry Marchadier, produit par 1+1 Production en 1996.
- Un navire de granit, documentaire de 52 minutes sur la construction des deux phares des Roches-Douvres, dont le deuxième est l'un des phares en mer les plus hauts et les plus spacieux, réalisé par Thierry Marchadier, produit par 1+1 Production en 2001.
- Il était un phare, documentaire de 52 minutes sur Ar-Men, le phare de l'enfer et Kéréon, le palace des océans, entre autres, réalisé par Thierry Marchadier, produit par 1+1 Production en 2000.
- Le phare de Bell Rock dans la série Les Sept Merveilles du Monde Industriel (docu-fiction produit par la BBC en 2003 et le livre éponyme de Deborah Cadbury, met en scène la construction du phare par Robert Stevenson).
- The Lighthouse, film d'horreur sorti en 2019, réalisé par Robert Eggers, 110 minutes. Le film relate la vie, au début du XXe siècle, de deux gardiens de phare isolés et basculant lentement dans la folie.
- L'équipier de Philippe Lioret sorti en 2004 et tourné à Ouessant et au phare de la Jument.